# Capitoli di Inuyasha

Copertina del primo volume dell'edizione Wide Edition italiana.

Questa è una lista dei capitoli di Inuyasha, manga di Rumiko Takahashi. La serializzazione sulla rivista Weekly Shōnen Sunday di Shōgakukan è iniziata il 13 novembre 1996, per concludersi il 18 giugno 2008. La pubblicazione in tankōbon è iniziata nel maggio 1997 e si è conclusa con il 56º volume nel febbraio 2009.
In Italia il manga è stato pubblicato in volumi a partire dal 1º gennaio 2001 da Star Comics, sulla collana mensile Neverland, con lettura invertita (da sinistra a destra), e si è concluso a maggio 2009 con l'uscita del numero 67. Il numero di volumi italiani non corrisponde a quello originale, in quanto la casa editrice italiana ha riadattato e ridotto il numero delle pagine (da 192 a 128) dei primi 34 albi, che corrispondono ai primi 23 volumi del manga giapponese. Dal numero 35 in poi il numero delle pagine segue l'originale giapponese.
Una ristampa intitolata Inuyasha New Edition è stata pubblicata dalla Star Comics sempre sulla collana Neverland dal 4 novembre 2009 al 4 giugno 2014, in una versione riveduta e corretta e con la classica lettura da destra a sinistra.

## Volumi 1-10
| Nº Ja | N° It | Titolo italiano Giapponese 「Kanji」 - Rōmaji | Data di prima pubblicazione         | Data di prima pubblicazione                        |
| Nº Ja | N° It | Titolo italiano Giapponese 「Kanji」 - Rōmaji | Giapponese                          | Italiano                                           |
| 1     | 1-2   | Inu Yasha 1 Inu Yasha 2 「犬夜叉 1」 | 18 aprile 1997 ISBN 4-09-125201-X   | 1º gennaio 2001 1º febbraio 2001                   |
| 1     | 1-2   | Capitoli - 001. Il ragazzo sigillato (封印された少年?, Fuinsareta Shōnen) - 002. La rinascita di Inu Yasha (甦る犬夜叉?, Yomigaeru InuYasha) - 003. Colui che ambisce alla Sfera (玉を狙う者?, Tama o Nerau Mono) - 004. Shibugarasu (屍舞烏?, Shibu Garasu) - 005. La freccia di Kagome (かごめの矢?, Kagome no Ya) - 006. Yura, lo spettro dei capelli (逆髪の結羅?, Sakasagami no Yura) - 007. Il Pozzo Divoratore di Ossa (骨食いの井戸?, Honekui no Ido) - 008. Il ritorno (帰還?, Kikan) |                                     |                                                    |
| 1     | 1-2   | Trama In Giappone, durante l'epoca Sengoku, Inuyasha attacca il villaggio di Kikyo e ruba la Sfera dei Quattro Spiriti. Kikyo lo colpisce con una freccia sacra, sigillandolo nel Goshinboku. Kikyo muore per le ferite riportate ed il gioiello viene cremato con lei. Nell'epoca moderna, Kagome Higurashi, una studentessa di scuola media, viene trascinata all'interno del Pozzo Mangia-Ossa da un demone millepiedi. La ragazza riesce a scappare ma si ritrova nel passato, cinquant'anni dopo che Inuyasha venne sigillato nell'albero. Il demone millepiedi attacca nuovamente, tirando fuori la Sfera dei Quattro Spiriti dal corpo di Kagome. Kagome riporta alla vita Inuyasha rimuovendo la freccia. Inuyasha uccide il demone millepiedi. Poi, prova ad attaccare Kagome per prendere la sfera. Kaede identifica Kagome come la reincarnazione di Kikyo, sua sorella. Kaede mette ad Inuyasha il rosario che lo costringe a schiantarsi al suolo quando Kagome dice "seduto!". Un demone cornacchia ruba la sfera a Kagome. Inuyasha e Kagome cercano di recuperarla e Kagome spara al corvo con una freccia. La freccia spacca il gioiello, distruggendolo in centinaia di frammenti che si spargono per tutto il Giappone. Un altro demone, Yura dei capelli, attacca Kagome provando a prendere la sfera. Kagome cade nel pozzo e viene trasportata nuovamente nella sua epoca. Yura attacca il villaggio e combatte con Inuyasha. Kaede spiega ad Inuyasha che ha bisogno dell'aiuto di Kagome per sconfiggere Yura. Inuyasha attraversa il pozzo e si reca nell'epoca di Kagome. Yura manda i suoi capelli nel pozzo per scovarli. Kagome è d'accordo a tornare con Inuyasha nella sua epoca per salvare la sua famiglia da Yura. |                                     |                                                    |
| 2     | 2-3   | Inu Yasha 2 Inu Yasha 3 「犬夜叉 2」 | 18 giugno 1997 ISBN 4-09-125202-8   | 1º febbraio 2001 1º marzo 2001                     |
| 2     | 2-3   | Capitoli - 009. Il covo di Yura (結羅の巣?, Yura no Su) - 010. Un impiccio (窮地?, Kyūchi) - 011. Lo spostamento dello spirito (魂移し?, Tama Utsushi) - 012. Mezzo Spettro (半妖?, Hanyō) - 013. Il viso della madre (母の顔?, Haha no Kao) - 014. Muonna (無女?, Mu Onna) - 015. La perla nera (黒真珠?, Kuro Shinju) - 016. Tessaiga (鉄砕牙?, Tessaiga) - 017. La mutazione (変化?, Henge) - 018. Il ricordo (形見?, Katami) |                                     |                                                    |
| 2     | 2-3   | Trama Kagome ed Inuyasha tornano all'epoca Sengoku e scoprono che Yura ha decapitato un gruppo di malviventi samurai. Mentre Inuyasha inizia a combattere con Yura, Kagome usa la sua freccia per rompere il teschio fonte del potere di Yura, trovando al suo interno un pettine, che distrugge. Yura si dissolve quindi nel nulla, Kagome recupera il frammento della sfera rubato da Yura, intanto Inuyasha la chiama per la prima volta con il suo nome, suggerendole di stare cominciando ad accettarla. Qualche tempo dopo, il fratellastro di Inuyasha, Sesshomaru e il suo subordinato Jaken sono alla ricerca della tomba del padre di Inuyasha e Sesshomaru che contiene la spada Tessaiga. Sesshomaru appare davanti ad Inuyasha affermando di tenere in ostaggio la madre morta di Inuyasha (apparentemente da lui resuscitata) e chiedendo a Inuyasha di rivelargli dove si trova la tomba, non sapendo rispondergli i due cominciano a combattere. Kagome scopre che la "madre" di Inuyasha è in realtà un'illusione creato da un demone e distrugge l'illusione. Sesshomaru deduce che nell'occhio di Inuyasha è nascosto il portale per la tomba. Quindi estrae una perla nera dall'occhio destro di Inuyasha ed apre il portale. Sesshomaru, Jaken, Kagome ed Inuyasha attraversano il portale e scoprono Tessaiga all'interno del gigantesco scheletro del padre di Inuyasha. Sesshomaru non è in grado di afferrare Tessaiga poiché c'è una barriera intorno ad essa in grado di respingere i demoni completi. Inuyasha può afferrarla, ma non estrarla dalla roccia in cui è conficcata. Kagome estrae involontariamente la spada dalla roccia, quindi la da ad Inuyasha. Sesshomaru prova ad uccidere ed avvelenare i due. Inuyasha riesce ad usare i poteri di Tessaiga solo dopo aver promesso di salvare Kagome. Poi trancia di netto il braccio sinistro di Sesshomaru, che si ritira. Poi tutti lasciano il luogo della tomba. Kagome capisce che Tessaiga funziona solo quando viene utilizzata per proteggere un essere umano. |                                     |                                                    |
| 3     | 4-5   | Inu Yasha 4 Inu Yasha 5 「犬夜叉 3」 | 18 ottobre 1997 ISBN 4-09-125203-6  | 1º aprile 2001 1º maggio 2001                      |
| 3     | 4-5   | Capitoli - 019. Il castello degli spettri (物の怪の城?, Mono no Ke no Shiro) - 020. Il Rospo di Tsukumo (九十九の蝦蟇?, Tsukumo no Gama) - 021. Cuore infranto (残された心?, Nokosareta Kokoro) - 022. Pietà (命乞い?, Inochi Goi) - 023. La maschera di carne (肉づきの面?, Nikutsugi no Men) - 024. Il corpo rotto (壊れた体?, Kowareta Karada) - 025. La maschera antropofaga (人を喰う面?, Hito wo Kuo Men) - 026. Ti salverò, ma prima... (助けてやるが・・・?, Tasukete yaru ga...) - 027. Il frammento (片割れ?, Kataware) - 028. Il fuoco fatuo (狐火?, Kitsunebi) |                                     |                                                    |
| 3     | 4-5   | Trama Kagome e Inuyasha incontrano Takeda Nobunaga, un ragazzo che sta per andare a liberare la principessa Takeda Tsuyu, poiché il marito della principessa, ha ordinato ai suoi soldati di rapire tutte le giovani donne e decidono di accompagnarlo. Arrivati al castello, scoprono che tutti sono sotto un incantesimo che li fa dormire, tranne il signore, che è posseduto da un demone rospo. Inuyasha e Kagome uccidono il demone e recuperano il suo frammento di gioiello, liberando le donne. Nobunaga parte, sollevato di aver salvato Tsuyu, ma deluso dalla scelta di lei di rimanere con suo marito invece di andare con lui. Kagome ritorna all'epoca moderna. Una donna si reca al tempio Higurashi per esorcizzare una maschera carnivora. Poco prima del suo arrivo, la maschera scappa e si impossessa del suo corpo. Il corpo della maschera si sta disintegrando e la maschera prova a compensare mangiando sempre più persone, facendo una strage. La maschera attacca Kagome per provare a prendere i suoi frammenti della sfera. Lei scappa via e manda Sota al pozzo a chiamare Inuyasha. Inuyasha insegue le due e distrugge la maschera. Infine recuperano il frammento della sfera che stava animando la maschera. Di ritorno nell'epoca Sengoku, appare Shippo e ruba i frammenti della sfera di Kagome. Vuole usarli per intrappolare i fratelli Raijū, Hiten e Manten, che uccisero il padre di Shippo per un frammento della sfera. Shippo intrappola la mano di Inuyasha sotto una statua. Manten sente che Shippo ha alcuni frammenti e gli dà la caccia. Kagome lancia una freccia a Manten che gli trapassa il naso. |                                     |                                                    |
| 4     | 5-7   | Inu Yasha 5 Inu Yasha 6 Inu Yasha 7 「犬夜叉 4」 | 10 dicembre 1997 ISBN 4-09-125204-4 | 1º maggio 2001 1º giugno 2001 1º luglio 2001       |
| 4     | 5-7   | Capitoli - 029. I fratelli fulminanti (雷獣兄弟?, Raijū Kyōdai) - 030. Una donna che ama (惚れた女?, Horeta Onna) - 031. La tattica di Kagome (かごめの策?, Kagome no Saku) - 032. Energia maligna (妖力を喰う?, Yōryoku wo Kū) - 033. Lasciar andare (鞘を捨てる?, Saya wo Suteru) - 034. Il richiamo del fodero... (鞘が呼ぶ?, Saya ga Yobu) - 035. Un piccolo spirito infernale (小さな悪霊?, Chiisana Akuryō) - 036. Finché non si schiudono gli occhi... (目が開くまで・・・?, Me ga aku made...) - 037. All'Inferno (地獄へ?, Jigoku he) - 038. Calmare lo spirito (魂鎮め?, Tamashizume) |                                     |                                                    |
| 4     | 5-7   | Trama Manten rapisce Kagome; il suo piano è di cuocerla per farne una pozione per la ricrescita dei capelli. Shippo libera Inuyasha per permettergli di andare a salvare Kagome. Manten sta per uccidere Kagome per poi andare a cercare frammenti della sfera con Hiten, ma Kagome dice loro che Inuyasha la riscatterà per alcuni frammenti della sfera perché la ama. I tre quindi vanno a cercare Inuyasha e lo trovano. Lui nega di amare Kagome, ma Hiten e Inuyasha iniziano a combattere per i frammenti della sfera. Manten iniziano ad intervenire per aiutare Hiten, ma Kagome e Shippo attaccano Manten. Manten sta per ucciderli quando InuYasha gli lancia Tessaiga, trapassandolo e uccidendolo. Hiten è ulteriormente infuriato e affranto dal dolore. Mangia così il cuore di Manten per assorbire i poteri demoniaci di Manten all'interno di sé. Attacca quindi Inuyasha che si difende con il fodero di Tessaiga. Kagome (con l'aiuto di Shippo) spara delle frecce alle ruote volanti di Hiten, lasciandolo al suolo. Hiten prova ad incenerire Kagome e Shippo e sembra avere successo. Inuyasha lo taglia a metà con Tessaiga. InuYasha chiede al "fantasma" di Kagome di non andarsene, ma in realtà lei è viva. Quindi aggiungono i cinque frammenti di sfera dei fratelli Raijū alla loro collezione. Mentre Inuyasha fa riparare dalle api il fodero di Tessaiga, Kagome ritorna alla sua epoca. Vede il fantasma di una ragazzina, Mayu, che gioca scherzi crudeli alle persone e prova a ferirle. Mayu morì in un incendio (che causò lei stessa per disattenzione) che ferì suo fratello e suo padre che secondo lei sono i responsabili della sua morte. Mayu prova ad uccidere suo fratello e Kagome. Inuyasha arriva e li salva. Il demone suonatore di anime (TatariMokke) decide di portare Mayu all'Inferno per farla diventare uno spirito maligno. Kagome insiste nel cercare di salvare Mayu. Così Kagome ed InuYasha seguono il demone e Mayu nell'appartamento in cui lei morì e dal quale andrà all'Inferno. Kagome afferra Mayu appena prima che lei venga trascinata all'Inferno. Kagome dice a Mayu che sua madre le vuole bene e che dovrebbero riappacificarsi. Mayu è d'accordo e viene liberata. Mayu e sua madre si perdonano a vicenda e Mayu diventa uno spirito buono, ascendendo al Paradiso. |                                     |                                                    |
| 5     | 7-8   | Inu Yasha 7 Inu Yasha 8 「犬夜叉 5」 | 18 marzo 1998 ISBN 4-09-125205-2    | 1º luglio 2001 1º agosto 2001                      |
| 5     | 7-8   | Capitoli - 039. I Kumogashira (蜘蛛頭?, Kumogashira) - 040. Il novilunio (新月?, Shingetsu) - 041. La ragnatela (蜘蛛の巣?, Kumo no Su) - 042. Nel Kekkai (結界の中?, Kekkai no Naka) - 043. Il ritorno di Inu Yasha (犬夜叉復活！?, Inuyasha Futsukatsu) - 044. La caccia ai pezzi (かけらのありか?, Kakera no Arika) - 045. Le ossa e la terra (骨と土?, Hone to Tsuchi) - 046. Un corpo senza spirito (抜け殻?, Nukegara) - 047. La barriera (拒絶?, Kyozetsu) - 048. Il tradimento (裏切り?, Uragiri) |                                     |                                                    |
| 5     | 7-8   | Trama Nazuna è inseguita su una rupe da una testa di demone ragno e precipita tra le braccia di Inuyasha. Kagome, Inuyasha, Shippo e Myōga la accompagnano al tempio del suo maestro. Lui li invita a stare lì per la notte perché l'aura è piena di teste di ragno. Durante la notte le teste di ragno irrompono nella barriera del tempio ed attaccano. Inuyasha perde i suoi poteri demoniaci perché è una notte di luna nuova. Shippo brucia le ragnatele con il fuoco di volpe e il gruppo fugge dal tempio, ma il maestro di Nazuna è ancora dentro. Anche Kagome ha lasciato al tempio i frammenti della sfera a causa della corsa. Inuyasha e Shippo tornano indietro per i frammenti. Il maestro di Nazuna si rivela essere il leader delle teste di ragno ed avvelena InuYasha con il veleno di ragno. Kagome e Nazuna liberano Inuyasha e tutti si nascondono in un'altra stanza, bloccando la porta con Tessaiga. Myōga succhia via il veleno. Mentre gli altri dormono, il maestro imbroglia Nazuna e le fa aprire la porta, ingoiando i frammenti della sfera e diventando molto più potente. Prova quindi ad uccidere InuYasha, ma il sole sorge ed Inuyasha recupera i suoi poteri. Kagome rivela dove si trovino i frammenti all'interno del corpo del maestro ed InuYasha li tira fuori; il maestro muore. I frammenti della sfera si sono fusi insieme in un unico grande frammento all'interno del corpo del maestro. La strega Urasue ruba le ossa e la terra di sepoltura di Kikyo. Il gruppo di Inuyasha e Kaede la inseguono. Urasue ricrea il corpo di Kikyo, con l'arte del forno demoniaco, ma la sua anima non ritorna all'interno di esso. Urasue si rende conto che l'anima si trova nel corpo di Kagome e la rapisce. Mentre arrivano gli altri, Urasue estrae l'anima dal corpo di Kagome e la restituisce al corpo di Kikyo (quando Inuyasha pronuncia il nome di Kikyo). Kikyo uccide Urasue. La sacerdotessa inizia a provare ad uccidere Inuyasha (poiché pensa che sia stato lui ad ucciderla). |                                     |                                                    |
| 6     | 8-10  | Inu Yasha 8 Inu Yasha 9 Inu Yasha 10 「犬夜叉 6」 | 18 maggio 1998 ISBN 4-09-125206-0   | 1º agosto 2001 1º settembre 2001 1º ottobre 2001   |
| 6     | 8-10  | Capitoli - 049. Il rancore (怨念?, Onnen) - 050. Lo spirito strappato (引き裂かれた魂?, Hiki Sakareta Tamashii) - 051. Il bonzo corrotto (不良法師?, Furyō Hōshi) - 052. Il ladro della Sfera (玉泥棒?, Tama Dorobō) - 053. Il Foro del Vento (風穴?, Kazaana) - 054. La mano maledetta (呪われた手?, Norowareta Te) - 055. L'orco nella tasca (懐中の鬼?, Kaichū no Oni) - 056. Burattinaio dei demoni (鬼を操る?, Oni o Ayatsuru) - 057. Il sogno del pittore (絵師の夢?, Eshi no Yume) - 058. La china sporca (汚れた墨?, Kegareta Sumi) |                                     |                                                    |
| 6     | 8-10  | Trama Inuyasha si rifiuta di uccidere Kikyo e la abbraccia. La maggior parte dell'anima di Kikyo ritorna nel corpo di Kagome. Kikyo per impedire che anche gli ultimi residui della sua anima tornino a Kagome. Inuyasha cerca di impedire che cada giù da una rupe dentro un fiume, ma Kikyo non vuole e si lascia precipitare, apparentemente distrutta. In realtà la sacerdotessa sopravvive, mentre Kagome torna in vita. Miroku, un monaco deviato e ladro, vede Kagome fare il bagno e nota il suo grande frammento di sfera. Recluta Hachiemon, un demone tanuki, per aiutarlo ed i due rubano il frammento di sfera e la bicicletta di Kagome. Kagome e Inuyasha lo ritrovano in un paese e tutti si dirigono fuori da esso per combattere liberamente lontani dagli abitanti del villaggio. Miroku usa il suo Foro del Vento contro Inuyasha. Kagome si intromette tra di loro per costringerlo a fermarsi (o ucciderla, cosa che lei deduce che non farà) e così salva Inuyasha. Miroku tasta il didietro di Kagome (con suo sgomento) e poi racconta loro la storia della sua vita. Identifica quindi Naraku (con le sembianze di Inuyasha) come il vero assassino di Kikyo. I tre decidono di viaggiare insieme per dare la caccia a Naraku e collezionare frammenti della sfera. Il gruppo di Inuyasha incontra quindi un pittore che può creare demoni dai suoi disegni sull'Inferno (è presente un frammento della sfera nel suo inchiostro). Combatte quindi con Inuyasha. Quando si taglia di proposito per attirare il suo inchiostro disperso, l'inchiostro stesso lo dissolve. Kagome prende il frammento della sfera contaminato, purificandolo immediatamente. Miroku le dice che può tenere il frammento. |                                     |                                                    |
| 7     | 10-11 | Inu Yasha 10 Inu Yasha 11 「犬夜叉 7」 | 8 agosto 1998 ISBN 4-09-125207-9    | 1º ottobre 2001 1º novembre 2001                   |
| 7     | 10-11 | Capitoli - 059. Un braccio provvisorio (仮の腕?, Kari no Ude) - 060. La potenza della spada Tessaiga (鉄砕牙の威力?, Tessaiga no Iryoku) - 061. Saimyosho (最猛勝?, Saimyōshō) - 062. Mira al braccio (腕を奪う?, Ude o Ubau) - 063. La riconquista (奪還?, Dakkan) - 064. L'addio (別れ?, Wakare) - 065. Onigumo (鬼蜘蛛?, Onigumo) - 066. La traccia dell'aura maligna (邪気の跡?, Jaki no Ato) - 067. Nei due tempi (ふたつの時?, Futatsu no Toki) - 068. La barriera distrutta (破られた結界?, Yaburareta Kekkai) |                                     |                                                    |
| 7     | 10-11 | Trama Naraku offre a Sesshomaru un braccio umano con un frammento della sfera incastonato per rimpiazzare il braccio che Sesshomaru perse quando Inuyasha lo tagliò con Tessaiga. Naraku afferma che Sesshomaru potrà brandire Tessaiga con quel braccio. Presta inoltre a Sesshomaru un nido di saimyōshō per contrattaccare il Foro del Vento di Miroku. Sesshomaru trova InuYasha ed i suoi amici. Toglie Tessaiga dalla mano di Inuyasha durante il combattimento e poi la afferra con il suo nuovo braccio. Sesshomaru scaglia un gigantesco demone sul gruppo di Inuyasha. Miroku inizia a risucchiarlo nel suo Foro del Vento, ma Sesshomaru rilascia i saimyōshō che avvelenano Miroku, costringendolo a fermarsi. Sesshomaru sta per uccidere Inuyasha con Tessaiga, ma Kagome la colpisce con una freccia sacra causandole temporaneamente una perdita dei suoi poteri demoniaci. Mentre il combattimento prosegue, Inuyasha si avvicina a Sesshomaru e, stando vicino a lui, gli stacca parte del suo nuovo braccio e recupera Tessaiga. Tessaiga recupera i suoi poteri e Sesshomaru è costretto a volare via. Sesshomaru deve rimuovere ciò che rimane del suo braccio poiché quest'ultimo si sta rivoltando contro di lui. Naraku appare e spiega che ciò è accaduto per fare in modo che lui potesse recuperare il suo frammento della sfera. Sesshomaru uccide "Naraku", ma questo è solo un feticcio demoniaco. Inuyasha, preoccupandosi della sicurezza di Kagome, le porta via il suo frammento di sfera e la fa cadere nel Pozzo Mangia-Ossa, intrappolandola nell'epoca moderna. Per essere sicuro che lei non possa tornare, incastra un albero nel pozzo. Kaede spiega le origini di Naraku come Onigumo. Royakan appare ed inizia a combattere con Inuyasha. Dopo che Royakan viene respinto, Naraku gli dà un frammento della sfera ed una pianta che ucciderà Royakan se lui non uccide Inuyasha. I lupi di Royakan stanno per uccidere Shippo mentre lui si trova nelle vicinanze del pozzo. |                                     |                                                    |
| 8     | 11-13 | Inu Yasha 11 Inu Yasha 12 Inu Yasha 13 「犬夜叉 8」 | 18 novembre 1998 ISBN 4-09-125208-7 | 1º novembre 2001 1º dicembre 2001 1º febbraio 2002 |
| 8     | 11-13 | Capitoli - 069. L'aura (気配?, Kehai) - 070. Ritrovarsi (再会?, Saikai) - 071. Naraku (奈落?, Naraku) - 072. Un segno (目印?, Mejiroshi) - 073. Lo spirito morto (死魂?, Shinidama) - 074. L'anima turbata (救われぬ魂?, Sukuwarenu Tamashii) - 075. La barriera magica di Kikyo (桔梗の結界?, Kikyou no Kekkai) - 076. L'odore della morte (死の匂い?, Shi no Nioi) - 077. La voce di Kagome (かごめの声?, Kagome no Koe) - 078. Un profumo dolce (やさしい匂い?, Yasashii Nioi) |                                     |                                                    |
| 8     | 11-13 | Trama Shippo distrae i lupi di Royakan con il Fuoco di Volpe e si nasconde, con il frammento della sfera, all'interno del Pozzo Mangia-Ossa. Nella Tokyo moderna, intanto, Kagome sente che il frammento della sfera è nel pozzo. Nel pozzo, riesce a tornare nell'epoca Sengoku nello stesso momento in cui i lupi scoprono che Shippo è nascosto lì. Inuyasha sente l'odore di Kagome e mette più energia nel suo combattimento con Royakan. Corre quindi al pozzo e tira fuori l'albero, incastrandolo poi nella bocca di Royakan. Kagome confessa di aver avuto bisogno di vedere Inuyasha. Inuyasha capisce che Naraku li sta spiando. Naraku descrive le sue origini come Onigumo ed un'orda di demoni. Ammette di aver ingannato Inuyasha e Kikyo affinché si tradissero a vicenda. Inuyasha prova ad ucciderlo, ma Naraku scompare all'interno di un miasma velenoso. Mentre sta per andarsene, il gruppo scorge il marchio di un ragno sulla sua schiena attraverso la sua veste squarciata. Kagome rimuove il frammento della sfera dalla fronte di Royakan, salvandogli la vita e ritrasformandolo in un demone amichevole. Un monaco scopre che Kikyo è una non-morta e che sta rubando le anime di donne morte per dare forza al suo corpo. Cerca quindi di sconfiggerla, ma il drago da lui invocato gli si ritorce contro e lo sconfigge. Inuyasha viene a conoscenza di questi fatti e va alla ricerca della sacerdotessa. Kagome trova Kikyo per prima, passando attraverso il suo scudo mistico senza nemmeno accorgersene. Kikyo intrappola Kagome e la rende invisibile ad Inuyasha. Inuyasha chiede spiegazioni a Kikyo sul furto di anime. Inuyasha e Kikyo si abbracciano e lei prova a portarlo con sé all'Inferno. Kagome si infuria ed inconsciamente inizia a reclamare l'anima condivisa tra le due donne, con Kikyo costretta a volare via. Inuyasha libera Kagome. Kikyo visita Kaede che le riferisce delle macchinazioni di Naraku. Kagome e Inuyasha litigano riguardo Kikyo. Inuyasha ammette che Kagome gli piace, ma la ragazza si è già addormentata. |                                     |                                                    |
| 9     | 13-14 | Inu Yasha 13 Inu Yasha 14 「犬夜叉 9」 | 18 gennaio 1999 ISBN 4-09-125209-5  | 1º febbraio 2002 1º marzo 2002                     |
| 9     | 13-14 | Capitoli - 079. Un frutto dai volti umani (人面果?, Ninmemka) - 080. Un paesaggio in miniatura (箱庭?, Hako Niwa) - 081. Una luce nella pancia (腹中の光?, Fukuchū no Hikari) - 082. La cucina di Tokajin (桃果人の厨房?, Tōkajin no Chūbō) - 083. La medicina dell'eremita (仙人の薬?, Sennin no Kusuri) - 084. Un arco mutante (変化の弓?, Henge no Yumi) - 085. I sentimenti di Inu Yasha (犬夜叉の心?, Inuyasha no Kokoro) - 086. L'acchiappa spettri (退治屋?, Taijiya) - 087. Una trappola (罠?, Wana) - 088. Nel forte (砦の中?, Toride no Naka) |                                     |                                                    |
| 9     | 13-14 | Trama L'"uomo delle pesche" mangia le persone e le pesche. Lui vive su un lato di una montagna. Gli avanzi delle sue vittime vengono lanciati ad un albero accanto al fiume alla base della montagna. L'albero consuma gli avanzi e produce frutti che sembrano teste umane. Alcuni frutti cadono nel fiume e vi galleggiano, venendo scoperti dal gruppo di Inuyasha. Inuyasha prosegue velocemente, sperando di finire prima di notte, notte di luna nuova. La magia dell'uomo delle pesce blocca Tessaiga e rimpicciolisce Inuyasha. L'uomo delle pesche mangia Inuyasha. Shippo conduce gli altri alla casa dell'uomo delle pesche dove trovano un giardino in miniatura con piccoli uomini al suo interno. Il gruppo si avvicina troppo e cade nel giardino, rimpicciolendosi. L'uomo delle pesche trova il frammento di sfera di Kagome e lo mette nel suo ombelico. Nel frattempo, nello stomaco dell'uomo delle pesche, Inuyasha perde i suoi poteri demoniaci proprio quando sta per attraversare la parete dello stomaco. Inuyasha usa il fodero di Tessaiga per richiamare la spada e colpisce l'uomo delle pesche nello stomaco, ma la spada rimbalza via. Tuttavia, questo causa all'uomo delle pesche di vomitare Inuyasha che riguadagna quindi la sua statura. Inuyasha attacca nuovamente l'uomo delle pesche, ma questi salta ed atterra sopra Inuyasha, schiacciandolo. Inuyasha si risveglia ingarbugliato in un cespuglio di spine e sente l'uomo delle pesche pianificare di mangiarlo. L'uomo delle pesche afferra Kagome dal suo giardino, pianificando di mangiarla alla sua statura normale. Miroku e Shippo riescono a scappare attaccandosi alla manica dell'uomo delle pesche. Miroku usa il suo Foro del Vento per aiutare Inuyasha a liberarsi. Kagome si risveglia mentre sta per essere bollita viva nel sakè. Inuyasha irrompe nella cucina e vede Kagome nuda. Le dà la sua veste per coprirsi. Il gruppo trova il mentore dell'uomo delle pesche, un saggio che rimpiange le sue azioni, ma non può fare niente per fermarlo poiché è stato trasformato in una pianta. L'uomo delle pesche assorbì tutti i poteri del suo mentore mangiandolo, eccetto il segreto sulla sua longevità ed è per questo che lui ha conservato la testa del suo mentore. Mentre l'uomo delle pesche ed Inuyasha combattono, il mentore si trasforma in un arco per permettere a Kagome di tirare una freccia sacra all'uomo delle pesche. Lei lo colpisce, ottenendo nuovamente il frammento della sfera che aveva reso l'uomo delle pesche molto più forte. L'uomo delle pesche la attacca, ma Inuyasha si lancia fuori dalla finestra insieme a lui. L'uomo delle pesche rimane ucciso nella caduta, ma Inuyasha atterra sull'albero e si salva. Sango stermina un demone e prende il suo frammento della sfera come pagamento. Il gruppo di Inuyasha sente di questo avvenimento e la va a cercare. Naraku manipola il fratello di Sango, Kohaku facendogli uccidere tutti i suoi parenti mentre sterminano un demone. Quindi manda alcuni suoi demoni ad uccidere il resto degli sterminatori e si impossessa dei loro frammenti della sfera. Naraku inganna Sango facendole credere che Inuyasha è il vero responsabile degli omicidi. |                                     |                                                    |
| 10    | 14-15 | Inu Yasha 14 Inu Yasha 15 「犬夜叉 10」 | 17 aprile 1999 ISBN 4-09-125210-9   | 1º marzo 2002 1º aprile 2002                       |
| 10    | 14-15 | Capitoli - 089. Una mummia (木乃伊?, Miira) - 090. La vendetta (仇?, Kataki) - 091. Il sospetto (疑惑?, Giwaku) - 092. Un intrigo (謀略?, Bōryaku) - 093. Il burattino (傀儡?, Kugutsu) - 094. La nascita della Sfera (玉の誕生?, Tama no Tanjō) - 095. La divinità dell'acqua (水神?, Suijin) - 096. Il tesoro sacro (神器?, Jingi) - 097. L'identità della divinità (神の正体?, Kami no Shōtai) - 098. La vera divinità dell'acqua (本物の水神?, Honmono no Suijin) |                                     |                                                    |
| 10    | 14-15 | Trama Il gruppo di Inuyasha arrivato al villaggio degli sterminatori di demoni ormai completamente distrutto, si imbatte in Sango, che debole a causa delle sue ferite ha accetta un frammento della sfera da Naraku per poter combattere Inuyasha. Durante lo scontro tra Sango e Inuyasha, Naraku ruba il frammento di sfera di Kagome e si ritira. Sango diffidando lui manda Kirara ad inseguirlo. Sango sviene per la perdita di sangue e si risveglia mentre viene trasportata sulla schiena di Inuyasha mentre lui insegue Naraku. Naraku confessa di aver ucciso i parenti di Sango per rubare i loro frammenti di sfera. Sango decide di unirsi al gruppo di Inuyasha come miglior modo di trovare Naraku e vendicarsi. Il gruppo di Inuyasha incontra un ragazzo figlio di un capo villaggio, che offre di pagargli per distruggere un dio dell'acqua che ha chiesto i ragazzi del villaggio come sacrificio. I servitori della divinità vengono sconfitti facilmente, mentre la divinità armata con l'Alabarda Amakoi si dimostra un avversario ostico. Alcuni spiriti dell'acqua dicono a Miroku che la divinità dell'acqua è un impostore; la vera dea è sigillata in una caverna. Mentre Inuyasha continua a combattere con l'impostore, la vera dea dell'acqua viene liberata da Miroku e Sango. |                                     |                                                    |

## Volumi 11-20
| Nº Ja | N° It | Titolo italiano Giapponese 「Kanji」 - Rōmaji | Data di prima pubblicazione          | Data di prima pubblicazione                    |
| Nº Ja | N° It | Titolo italiano Giapponese 「Kanji」 - Rōmaji | Giapponese                           | Italiano                                       |
| 11    | 16-17 | Inu Yasha 16 Inu Yasha 17 「犬夜叉 11」 | 17 luglio 1999 ISBN 4-09-125581-7    | 1º maggio 2002 1º giugno 2002                  |
| 11    | 16-17 | Capitoli - 099. Il tornado (竜巻?) - 100. La sconfitta del serpentone (大蛇成敗?) - 101. La ferita del foro del vento (風穴の傷?) - 102. Il tempio di Mushin (夢心の寺?) - 103. Il salvataggio di Miroku (弥勒救出?) - 104. Kokochu (蠱壺虫?) - 105. La vita di Miroku (弥勒の寿命?) - 106. Kohaku (琥珀?) - 107. La vita di Kohaku (琥珀の命?) - 108. Il tradimento di Sango (珊瑚の裏切り?) |                                      |                                                |
| 11    | 16-17 | Trama Inuyasha respira a fatica mentre il combattimento con la finta divinità dell'acqua è ancora in corso. La vera dea dell'acqua apre le acque dove si svolge il combattimento per aiutare Inuyasha. L'impostore spicca in volo ed usa l'Alabarda Amakoi per generare vari tifoni per distruggere il villaggio. Mentre Sango (con Kirara) combatte con l'impostore, Inuyasha si arrampica sul suo dorso e afferra l'Amakoi, tagliando via il braccio dell'impostore. L'impostore torna alla sua vera forma: un serpente. La dea dell'acqua dice che lei può fermare i tifoni, se l'Amakoi ritorna a lei. Il figlio del capovillaggio prova a prenderla e si tuffa nell'acqua. Inuyasha taglia l'impostore a metà, poi salva il figlio del capovillaggio. Miroku risucchia i resti dell'impostore nel suo Foro del Vento. La dea dell'acqua usa l'Amakoi per fermare il cattivo tempo. Mentre Sango è impegnata a sterminare un demone in un altro villaggio, Miroku si allontana con una donna attraente. La donna si rivela essere un demone mantide sotto mentite spoglie che vuole mangiare Miroku. Miroku la risucchia nel suo Foro del Vento, ma la sua mano viene ferita ed il suo vortice allargato. Miroku lascia in segreto il gruppo per fare visita al suo padre adottivo, Mushin, che può riparare la ferita. Naraku ne viene a conoscenza e pianifica un attacco a Mushin e Miroku. Naraku manda un suo feticcio a creare un diversivo e conduce il gruppo lontano da Miroku. Un demone dell'urna possiede quindi Mushin e gli fa attaccare Miroku mentre è privo di sensi. Miroku riesce a scappare e ad arrivare alla tomba di suo padre ma viene circondato dai demoni. Hachi cerca il gruppo di Inuyasha e gli racconta l'accaduto. Il gruppo arriva appena in tempo per salvare Miroku. Inuyasha combatte con Mushin. Miroku è costretto ad usare il suo Foro del Vento per salvare se stesso ed Inuyasha dai demoni di Naraku; ma così la ferita peggiora sensibilmente. Inuyasha usa per sbaglio il vero potere di Tessaiga per uccidere cento demoni in un solo colpo. Sango uccide il demone dell'urna. Kagome estrae l'essenza del demone da Mushin e la fa rientrare nell'urna. Mushin guarisce la mano di Miroku meglio che può, ma il Foro del Vento risulta essersi allargato permanentemente. Naraku, preoccupato dai poteri crescenti di Inuyasha, riporta in vita Kohaku con un frammento della sfera nella sua schiena e lo invia a distruggere un villaggio. Sango segue Kohaku fino ad incontrare Naraku. Naraku chiede a Sango di prendere Tessaiga da Inuyasha, oppure distruggerà Kohaku. La sera dopo, Kohaku e i demoni di Naraku attaccano Inuyasha. Per impedire a Kohaku di uccidersi rimuovendo il frammento, Sango ruba Tessaiga e la porta a Naraku. |                                      |                                                |
| 12    | 17-18 | Inu Yasha 17 Inu Yasha 18 「犬夜叉 12」 | 18 settembre 1999 ISBN 4-09-125582-5 | 1º giugno 2002 3 luglio 2002                   |
| 12    | 17-18 | Capitoli - 109. Il palazzo di Naraku (奈落の城?) - 110. L'aria magica (瘴気?) - 111. La purificazione (浄化?) - 112. Jinenji (地念児?) - 113. L'attacco (襲撃?) - 114. Il sentimento del mezzo spettro (半妖の思い?) - 115. Un posto per me (居場所?) - 116. Una fossa piena di malvagità (邪気の穴?) - 117. Il conseguimento del voto (満願?) - 118. Il Kodoku (蠱毒?) |                                      |                                                |
| 12    | 17-18 | Trama Mentre Sango tende la spada a Naraku, la ragazza lo attacca con un coltello che teneva nascosto. Quando Naraku schiva il suo attacco, il suo travestimento gli cade di dosso rivelando che lui è Hitomi Kagewaki, il giovane padrone del castello. Kirara morde Naraku e viene avvelenata gravemente dalla sua carne. Naraku ordina a Kohaku di uccidere Sango. La ragazza è ferita e non contrattacca, tenendogli testa a stento. Il gruppo di Inuyasha arriva ed attacca Naraku, ma lui si dissolve nel solito miasma velenoso. Miroku prova a sacrificarsi per salvare gli altri aprendo il Foro del Vento per risucchiare il miasma, ma Inuyasha lo ferma. Il gruppo sta per morire per le inalazioni, quando Kagome sente un frammento della sfera dietro un muro e dice ad Inuyasha di irrompere in esso. Il vero Naraku si nascondeva dietro il muro. Kagome purifica il miasma e distrugge la maggior parte del corpo di Naraku con la sua freccia sacra. Kohaku scappa con la testa di Naraku. Inuyasha recupera Tessaiga. Sango vuole lasciare il gruppo per evitare di doverli tradire nuovamente, ma gli altri non lo permettono. Inuyasha e Kagome lasciano Sango e Kirara alle cure di Miroku e Shippo, mentre i due cercano delle erbe per curare il veleno. Gli abitanti del villaggio stanno venendo divorati da un demone; tutti sono convinti che il responsabile sia Jinenji, un mezzodemone cavallo, senza averne le prove. Inuyasha incontra Jinenji e decide che è innocente. Inuyasha dice agli abitanti del villaggio di aspettare mentre lui cerca il vero colpevole. Gli abitanti del villaggio attaccano Jinenji, sua madre e Kagome mentre Inuyasha è via. Gli abitanti del villaggio sono attaccati alle spalle dal demone mangia-uomini e dalla sua prole. Kagome ferisce il demone con una freccia, ma lui la mette KO con la sua coda. Mentre sta per mangiarla, Jinenji gli dà un pugno in bocca e lotta con lui. Inuyasha torna e salva gli abitanti del villaggio uccidendo la prole del demone. Jinenji fa a pezzi il demone. Gli abitanti del villaggio si scusano. Jinenji gli dà delle erbe curative. Gli abitanti del villaggio aiutano a riparare i danni fatti al campo di Jinenji. Inuyasha parla un po' della sua giovinezza tormentata di mezzodemone. Kikyo sta guarendo dalla sua debolezza quando dei soldati arrivano e la portano da Naraku. Lei capisce che solo la sua testa è viva e dice di non poter fare niente per lui. Lui la imprigiona, ma lei scappa e va ad investigare su un'aura maligna. Il gruppo di Inuyasha va anch'esso ad investigare e Inuyasha lotta con un demone gigantesco. Quest'ultimo è composto da centinaia di demoni intrappolati dagli incantesimi di Naraku. Miroku avverte Inuyasha di non ucciderlo, altrimenti lui lo assorbirà e diverrà parte del nuovo corpo di Naraku. Kikyo arriva e cade nella fossa dove è stato creato il nuovo corpo di Naraku. |                                      |                                                |
| 13    | 18-20 | Inu Yasha 18 Inu Yasha 19 Inu Yasha 20 「犬夜叉 13」 | 18 novembre 1999 ISBN 4-09-125583-3  | 3 luglio 2002 3 agosto 2002 4 settembre 2002   |
| 13    | 18-20 | Capitoli - 119. La freccia di Kikyo (桔梗の矢?) - 120. La traccia del Kodoku (蠱毒の行方?) - 121. Kikyo rapita (囚われた桔梗?) - 122. Geneisatsu (幻影殺?) - 123. Le intenzioni omicide (殺意?) - 124. L'identità di Naraku (奈落の正体?) - 125. Totosai (刀々斎?) - 126. La spada Tenseiga (天生牙?) - 127. Il taglio nel vento (風の傷?) - 128. La traiettoria che non si vede (見えない軌道?) |                                      |                                                |
| 13    | 18-20 | Trama Inuyasha è impegnato nel combattimento con il kodoku (il demone composto che diverrà il nuovo corpo di Naraku) per proteggere Kikyo e se stesso. Kagome arriva e salta anch'ella nella caverna per proteggere Kikyo, pensando che ciò calmerà Inuyasha. Kikyo le dice che invece ciò gli farà perdere la ragione. Kikyo lancia una freccia che rompe l'incantesimo di Naraku che sta trattenendo il kodoku nella caverna. Quest'ultimo esce all'esterno, portando con sé anche Kikyo, Kagome ed Inuyasha. Il kodoku attacca Naraku per catturarlo, ma viene assorbito da lui, diventando il suo nuovo corpo. Inuyasha prova ad attaccare Naraku, ma si ritrova bloccato da una barriera. Naraku va via portando Kikyo con sé. Al castello di Naraku, Kikyo e il mezzodemone discutono del loro passato. Il gruppo di Inuyasha si ritrova bloccato in illusioni da incubo create da Naraku. Solo Kagome ne è immune. Kagome distrugge Naraku, ma è solo un simulacro. Il terreno si apre inghiottendo Kagome, che però rimane aggrappata a delle radici. Kikyo finisce di distruggere il feticcio, poi dice a Kagome che la ragazza è colei che Naraku teme di più. La preoccupazione di Inuyasha per Kagome lo aiuta a liberarsi dall'illusione in cui era intrappolato. Libera quindi Miroku che risveglia Sango. Kikyo ruba il frammento di sfera di Kagome e le dice che una solo di loro due (Kikyo e Kagome) è necessaria mentre la lascia cadere in un precipizio. Inuyasha afferra Kagome giusto in tempo. Kikyo scappa, va da Naraku e gli consegna il frammento della sfera. Il piano di Kikyo è lasciar collezionare a Naraku tutti i frammenti e poi ucciderlo una volta che avrà ottenuto il gioiello completo. Sesshomaru scopre che Tōtōsai è scappato da casa sua per evitarlo. Inuyasha viene sorpreso da Totosai che lo attacca con un martello. Poi blocca Tessaiga con un panno di pelle. Totosai dice di stare mettendo alla prova Inuyasha e che distruggerà Tessaiga (creatura dello stesso Totosai) se il mezzodemone non si rivelerà all'altezza. Sesshomaru arriva e minaccia di uccidere Totosai per non aver creato una spada come Tessaiga per lui. Inuyasha e Sesshomaru iniziano quindi un duello. Totosai interrompe la lotta con uno sbuffo di fuoco e spiega che lui diede Tenseiga a Sesshomaru e che quest'ultima è addirittura superiore a Tessaiga. Sesshomaru definisce Tenseiga "una inutile zanna". Totosai rompe il terreno distruggendolo con il suo martello, facendo fuoriuscire della lava. Il gruppo di Inuyasha scappa quindi con Totosai. Sesshomaru dimostra a Jaken che non può ucciderlo con Tenseiga che è una spada guaritrice. Totosai lascia il gruppo, poi torna inseguito da Sesshomaru. Inuyasha e Sesshomaru combattono nuovamente. Sesshomaru sta usando il braccio di un drago per contrastare Tessaiga. Dopo aver sentito della tecnica della Cicatrice del Vento di Tessaiga, Inuyasha si domanda come fare per usarla. |                                      |                                                |
| 14    | 20-21 | Inu Yasha 20 Inu Yasha 21 「犬夜叉 14」 | 18 febbraio 2000 ISBN 4-09-125584-1  | 4 settembre 2002 3 ottobre 2002                |
| 14    | 20-21 | Capitoli - 129. Il vero padrone (真の使い手?) - 130. I Lupi (狼?) - 131. La vita della bambina (少女の命?) - 132. Koga (鋼牙?) - 133. Ostaggio (生け捕り?) - 134. La grotta dei Lupi (狼の洞窟?) - 135. Le Paradisee (極楽鳥?) - 136. Una concorrenza triangolare (三つ巴の戦い?) - 137. L'uomo forte (強い男?) - 138. La ragione per cui l'ho lasciato fuggire (逃がした理由?) |                                      |                                                |
| 14    | 20-21 | Trama Mentre è parzialmente accecato dal veleno di Sesshomaru, Inuyasha "sente l'odore" di una cicatrice nel vento e colpisce Sesshomaru con un nuovo attacco, il Taglio del Vento. Appare un lampo di luce e Sesshomaru scompare, apparentemente distrutto. Totosai decide che Inuyasha è all'altezza di avere Tessaiga dopotutto e ne affila la lama. Totosai dice che Tenseiga ha scelto di salvare Sesshomaru, con sua grande sorpresa. Poco lontano da lì, Sesshomaru si sveglia paralizzato per le sue ferite, ma vivo. Una bambina, Rin, lo trova, gli bagna la testa con dell'acqua e gli offre del cibo che lui rifiuta. Rin viene picchiata da alcuni abitanti del villaggio per aver rubato dei pesci. Sesshomaru le chiede cosa le sia accaduto, ma lei sorride semplicemente. Il villaggio di Rin viene attaccato dai lupi di Koga. Quest'ultimo arriva ed uccide un uomo per impadronirsi di un frammento della sfera. Rin scappa via, ma viene inseguita e poi uccisa dai lupi, che poi si cibano degli abitanti del villaggio. Sesshomaru sente odore di sangue, trova il corpo di Rin nella foresta ed usa Tenseiga per ridarle la vita. Il gruppo di Inuyasha arriva al villaggio ed uccide alcuni lupi. Gli altri scappano e vanno ad avvertire Koga. Il demone lupo torna e combatte con Inuyasha. Kagome dice ad Inuyasha che Koga ha dei frammenti della sfera nel braccio destro ed in entrambe le gambe. Inuyasha sta quindi per usare il Taglio del Vento su Koga quando il demone lupo si accorge del grave pericolo e si ritira. Il gruppo di Inuyasha parte quindi all'inseguimento, ma cade in un'imboscata e Koga rapisce Kagome e Shippo. Mentre Inuyasha, Miroku e Sango partono all'inseguimento, vengono attaccati dalle Paradisee (giganteschi demoni - metà uomo, metà uccello). Shippo lascia una traccia con i suoi funghi magici che mostra il sentiero percorso da Koga. Koga dice a Kagome che impedirà ai suoi lupi di divorare lei e Shippo se lei lo aiuterà ad individuare i frammenti della sfera, in particolar modo un frammento posseduto dal Re delle Paradisee, mortali nemici dei demoni lupo. Poi stabilisce che lui sarà il suo compagno anche se lei lo respinge. Kagome mostra a Koga dove si trova il frammento del Re delle Paradisee; all'interno della sua bocca, sul palato. Poi usa una freccia sacra per salvare uno degli amici di Koga mentre è in atto il combattimento tra i demoni lupo e le Paradisee. Il gruppo di Inuyasha arriva e da una mano per distruggere le Paradisee, ma il Re scappa. Quindi Koga ed Inuyasha iniziano un nuovo combattimento per Kagome. Il Re torna ed attacca Koga rubando il frammento dal suo braccio e ferendolo gravemente. Inuyasha distrugge il Re con un Taglio del Vento e prende i suoi due frammenti della sfera. Inuyasha sta per uccidere anche Koga per ottenere i suoi due frammenti, ma Kagome lo ferma dicendo "seduto!". Gli amici di Koga lo portano via nonostante le sue proteste. Kagome ed Inuyasha litigano e lei torna alla Tokyo moderna. |                                      |                                                |
| 15    | 21-23 | Inu Yasha 21 Inu Yasha 22 Inu Yasha 23 「犬夜叉 15」 | 18 aprile 2000 ISBN 4-09-125585-X    | 3 ottobre 2002 3 novembre 2002 3 dicembre 2002 |
| 15    | 21-23 | Capitoli - 139. I loro sentimenti (ふたりの気持ち?) - 140. Oltre il pozzo (井戸の向こう?) - 141. L'inseguimento (追跡?) - 142. Un balletto di cadaveri (屍舞?) - 143. Kagura (神楽?) - 144. La domatrice del vento (風使い?) - 145. Il ragno sulla schiena (背中の蜘蛛?) - 146. La misteriosa Kagura (神楽の謎?) - 147. Koharu (小春?) - 148. Kanna (神無?) |                                      |                                                |
| 15    | 21-23 | Trama Nella Tokyo moderna, le amiche di Kagome la spingono a dare un appuntamento a Hojo. Date le sue resistenze, le tre ragazze accusano la loro amica di avere un altro ragazzo e le chiedono di conoscerlo. Quando lei alla fine parla di Inuyasha, loro consigliano a Kagome di scaricare questo teppista violento, egoista e doppiogiochista. Kagome prova a difenderlo, quindi le sue amiche concludono che lei lo ama. Inuyasha entra nella stanza di Kagome attraverso la finestra e Sota lo sorprende lì. Sota dice che Kagome era davvero di cattivo umore, così InuYasha dice a Sota di non rivelare alla sorella di averlo visto e torna nel passato. Kagome studia per i suoi esami, ma si addormenta. Inuyasha torna e la guarda addormentata, poi scappa via quando sente la sua sveglia suonare. Kagome torna nel passato e sta per scusarsi (non sentitamente) con Inuyasha, quando lui le chiede scusa per averle rotto la sveglia. Il gruppo di Inuyasha è alla ricerca di un orso che ha iniziato a divorare esseri umani dopo che un frammento di sfera è stato posto sulla sua fronte. Mentre stanno per abbatterlo, appaiono i Saimyosho, avvelenano l'orso e gli rubano il frammento. Il gruppo di Inuyasha segue i Saimyosho. I compagni di Koga hanno sentito di un castello dove sono custoditi molti frammenti della sfera e decidono di fare irruzione senza di lui. Kagura è lì e li uccide. A Koga viene dato un finto frammento della sfera, che poi si rivelerà velenoso, e va ad aiutare i suoi compagni. Il gruppo di Inuyasha arriva al castello e Kagura fa attaccare Inuyasha dai cadaveri dei demoni lupo, in modo da coprirlo con il loro sangue. Koga a e crede sia stato Inuyasha ad ucciderli. Koga e Inuyasha dunque combattono. Miroku e Sango distruggono il simulacro di Naraku. Koga sembra stare per riuscire ad uccidere Inuyasha. Quindi Kagura muove i cadaveri in modo da attaccare Koga. Koga capisce di essere stato imbrogliato, ma sviene per il veleno del falso frammento. Inuyasha si riprende e prova ad usare il Taglio del Vento contro Kagura, ma non ci riesce perché Kagura controlla il vento. Kagome lancia una freccia che interrompe brevemente il controllo di Kagura, permettendo ad Inuyasha di usare il Taglio del Vento contro di lei. Il kimono di Kagura viene strappato, lasciando intravedere un marchio a forma di ragno sulla sua schiena (come quello di Naraku). La donna scappa. Per il marchio posto sulla sua schiena ed un odore simile a quello di Naraku, il gruppo di Inuyasha conclude che Kagura è un'emanazione di Naraku. Koga intanto sta morendo per il veleno. Kagome usa una freccia per strappare via il falso frammento dal suo braccio. Koga si riprende immediatamente e scappa via. Kagura intanto affronta Naraku, accusandolo di averla messa in pericolo non rivelandole i veri poteri di Tessaiga. Naraku minaccia di ucciderla. Koharu, una ragazza quattordicenne che ama Miroku, si sta nascondendo da alcuni uomini che l'hanno schiavizzata. Gli uomini scambiano quindi Sango per Koharu, iniziando una lotta in cui perdono velocemente. Koharu è felicissima di rivedere Miroku dopo tre anni. Kagome e Sango lo sospettano di aver conosciuto carnalmente Koharu quando aveva solo undici anni e ne sono sconvolte. Miroku nega tutto. Koharu vuole unirsi al gruppo di Inuyasha per stare con Miroku, ma il monaco dice che sarebbe troppo pericoloso per lei. Sango inizia a sentirsi gelosa. Il gruppo porta Koharu dove la ragazza sarà trattata bene invece che come una schiava. Prima che il gruppo vada via, però, Kanna, un'altra emanazione di Naraku, arriva e ruba le anime degli abitanti del villaggio con il suo specchio. Sango le lancia il suo Hiraikotsu, ma lo specchio di Kanna para il colpo e glielo restituisce, mettendola fuori combattimento. Koharu, sotto il controllo di Kanna, afferra Kagome e Kanna prova a rubare l'anima a Kagome. Nel frattempo, gli abitanti del villaggio sono impegnati in combattimento con Inuyasha, mentre arriva Kagura. |                                      |                                                |
| 16    | 23-24 | Inu Yasha 23 Inu Yasha 24 「犬夜叉 16」 | 17 giugno 2000 ISBN 4-09-125586-8    | 3 dicembre 2002 3 gennaio 2003                 |
| 16    | 23-24 | Capitoli - 149. Uno scudo umano (人間の盾?) - 150. L'inversione (反転?) - 151. La luce degli Shikon (四魂の光?) - 152. La freccia (放たれた矢?) - 153. Le vere intenzioni di Kikyo (桔梗の真意?) - 154. Il terzo spettro (三匹目の妖怪?) - 155. Goshinki (悟心鬼?) - 156. Il sangue di uno spettro (妖怪の血?) - 157. L'istinto (本能?) - 158. La spada dei demoni (鬼の剣?) |                                      |                                                |
| 16    | 23-24 | Trama Kanna non può trasferire tutta l'anima di Kagome nel suo specchio poiché è troppo grande. Anche se indebolita, Kagome riesce ad incoccare una freccia nel suo arco per difendersi quando Kanna prova a prenderle i frammenti della sfera. Kanna scappa via. Koharu attacca Miroku, ma il monaco la fa svenire. Kanna appare dietro Kagura che sta lottando con Inuyasha protetta da uno stuolo di abitanti del villaggio. Kagura manda via gli abitanti del villaggio e diminuisce apposta il suo controllo sul vento per permettere alla cicatrice del vento di formarsi. Inuyasha sfrutta il momento per scagliare un Taglio del Vento su Kagura, ma Kanna si intromette e riflette l'attacco su Inuyasha, ferendolo gravemente. Naraku stesso appare e mortifica Inuyasha per il suo fallimento. Miroku sta per aprire il suo Foro del Vento, ma Naraku gli ricorda che lo specchio di Kanna contiene le anime di tutti gli abitanti del villaggio e una parte di quella di Kagome, così Miroku è impossibilitato a risucchiarli. Naraku ordina agli abitanti del villaggio di attaccare Miroku e a Kagura di prendere la testa di Inuyasha. Nel frattempo, Kagome si fa trasportare da Kirara dove si trovano Inuyasha e Miroku. Naraku ammette di essere in grado di creare delle emanazioni grazie al potere della sfera quasi completa che Kikyo ha rubato a Kagome e gli ha consegnato. Kagome lancia una freccia verso il gruppo di Naraku. Kanna prova a rifletterla con lo specchio, ma quest'ultimo la assorbe. Lo specchio inizia a creparsi per lo sforzo di trattenere tutte le anime (la freccia sacra di Kagome tratteneva parte della sua anima). Così Kanna è costretta a rilasciare tutte le anime per salvare lo specchio. Questo permette a Kagome di riprendersi e ferma l'attacco degli abitanti del villaggio. Kagura lancia le sue Lame di Vento che Miroku risucchia nel Foro del Vento. Il gruppo di Naraku scappa via. Il gruppo di Inuyasha si sposta in un altro luogo per dare tempo ad Inuyasha e a Sango di guarire. Mentre Kagome e Miroku sono alla ricerca di cibo e medicinali, Kikyo arriva e si incontra con Inuyasha. Kagura spia i due per conto di Naraku. Kikyo la scaccia e va via. Kagome e Miroku tornano e chiedono ad Inuyasha di Kikyo. Goshinki, un demone capace di leggere nella mente e terza emanazione di Naraku, sta divorando gli abitanti di un villaggio. Il gruppo di Inuyasha non può combatterlo efficacemente poiché lui anticipa tutte le loro mosse e schiva velocemente i loro attacchi. Quando Inuyasha si avvicina a lui e sguaina Tessaiga, Goshinki la afferra con le sue zanne e la distrugge. Mette quindi fuori combattimento Miroku e decide di mangiare Kagome. Inuyasha si trasforma quindi nella sua forma demoniaca ed uccide Goshinki a mani nude. Inuyasha viene dominato dal suo sangue demoniaco e vuole uccidere ancora. Kagome lo ferma ed annulla la trasformazione con "seduto!". Arriva Myoga sulla mucca di Totosai e dice al gruppo di Inuyasha di trovare tutti i pezzi di Tessaiga così da farla riparare da Totosai. Totosai prende una delle zanne di Inuyasha in modo da riparare Tessaiga. Mentre tutti stanno aspettando Inuyasha perde i suoi poteri a causa della luna nuova. Sesshomaru trova i resti di Goshinki e porta la sua testa a Kaijinbō per creare una spada dalle zanne di Goshinki che sono state in grado di rompere Tessaiga. Quando Jaken va a prendere la spada, chiamata Tōkijin, Kaijinbō lo uccide con essa. |                                      |                                                |
| 17    | 24-25 | Inu Yasha 24 Inu Yasha 25 「犬夜叉 17」 | 9 agosto 2000 ISBN 4-09-125587-6     | 3 gennaio 2003 3 febbraio 2003                 |
| 17    | 24-25 | Capitoli - 159. La Tokijin (闘鬼神?) - 160. La Tessaiga rinata (蘇る鉄砕牙?) - 161. Destinato alla Tokijin (闘鬼神の使い手?) - 162. L'odore del sangue (血の匂い?) - 163. La vera forza (本当の強さ?) - 164. Il quarto (四匹め?) - 165. Juromaru (獣郎丸?) - 166. Il sigillo sciolto (解かれた封印?) - 167. Kageromaru (影郎丸?) - 168. Due a due (二対二?) |                                      |                                                |
| 17    | 24-25 | Trama Sesshomaru trova i resti di Jaken e lo riporta in vita grazie a Tenseiga. Kaijinbo, controllato da Tokijin, cerca Inuyasha per aver ucciso Goshinki. Gli amici di Inuyasha lo trattengono poiché è ancora in forma umana. Sango lancia Hiraikotsu a Kaijinbo, ma lui lo taglia a metà con Tokijin. Miroku si muove velocemente fuori dalla portata visiva di Kaijinbo e gli spacca la testa in due, ma Tokijin fa continuare Kaijinbo a muoversi. Mentre Inuyasha fa di tutto per unirsi alla lotta, Totosai atterra tra i due fronti. Inuyasha afferra la nuova Tessaiga da Totosai. Tessaiga è un po' più potente, ma i suoi poteri demoniaci non possono essere usati finché Inuyasha è nella sua forma umana. Ma giunge l'alba ed Inuyasha riacquista i suoi poteri. Tessaiga si trasforma, ma ora è troppo pesante da maneggiare per Inuyasha se non con grande sforzo. Tessaiga e Tokijin si scontrano nuovamente, mentre il corpo di Kaijinbo si disintegra incapace di reggere il confronto. Totosai dice che il peso aggiuntivo è dovuto alla zanna di Inuyasha e che quest'ultimo deve aumentare la sua forza se vuole tornare a brandirla come si deve. Sesshomaru arriva e reclama Tokijin, dominando la sua aura maligna con la propria. Sesshomaru, curioso sulla trasformazione demoniaca di Inuyasha, inizia un combattimento con lui. Riesce a togliere Tessaiga dalle mani di Inuyasha e rimane a guardare la trasformazione demoniaca conseguente. Totosai emette ancora del fuoco e, sotto la sua copertura, il gruppo di Inuyasha scappa via. Totosai ripara Hiraikotsu mentre persuade Inuyasha, insieme con i suoi amici, a non separarsi più da Tessaiga. Loro sanno che Tessaiga sopprime il potere del sangue demoniaco di Inuyasha, ma non lo rivelano al mezzodemone. Volendo essere libera dal volere di Naraku, Kagura chiede a Sesshomaru di ucciderlo. Naraku intanto crea Juromaru e Kageromaru. Koga chiede ad Inuyasha dove si trovi il castello di Naraku, ma il mezzodemone non lo sa. Koga se ne va, ma poi sente l'odore di Naraku. Trova quindi un suo simulacro con Juromaru in una gabbia. Naraku lascia uscire Juromaru e, dopo un veloce combattimento, Koga se ne va, passando accanto al gruppo di Inuyasha. Mentre arriva Inuyasha, Naraku toglie a Juromaru la museruola e le catene. Juromaru distrugge quindi il feticcio. Inizia una lotta tra Inuyasha e Juromaru. Kageromaru emerge dallo stomaco di Juromaru e si unisce alla lotta, ma è troppo veloce e all'inizio non può essere visto. Kageromaru morde Inuyasha più volte. I compagni di Koga gli fanno notare che Kagome è in pericolo, così il demone lupo si unisce nuovamente alla lotta. Inuyasha si concentra su Juromaru mentre Koga lotta con Kageromaru. Kageromaru inizia ad andare sottoterra per nascondere la sua posizione tra i suoi attacchi. Inuyasha è ferito e perde conoscenza. Kageromaru minaccia di divorare Kagome causando il risveglio di Inuyasha. |                                      |                                                |
| 18    | 26-27 | Inu Yasha 26 Inu Yasha 27 「犬夜叉 18」 | 18 ottobre 2000 ISBN 4-09-125588-4   | 3 marzo 2003 3 aprile 2003                     |
| 18    | 26-27 | Capitoli - 169. Il nemico sotterraneo (土中の敵?) - 170. In polvere (粉砕?) - 171. Kikyo in pericolo (桔梗の危機?) - 172. Il cuore di Onigumo (鬼蜘蛛の心?) - 173. Gelosia (嫉妬?) - 174. La barriera di terra (土の結界?) - 175. Il luogo dell'incontro (出会った場所?) - 176. Il cuore di Kagome (かごめの心?) - 177. I resti del castello (城の跡?) - 178. La memoria di Kohaku (琥珀の記憶?) |                                      |                                                |
| 18    | 26-27 | Trama Koga prova a fermare Kageromaru prima che riesca a raggiungere Kagome, ma Juromaru blocca Koga. Inuyasha ferma Kageromaru tagliandogli una delle sue braccia simili a falci. Koga scalcia via Juromaru, ma non gli fa nulla. Sango mette del veleno nel terreno per far uscire allo scoperto Kageromaru e rallentarlo. Quando Kageromaru emerge, Inuyasha fende l'aria con Tessaiga, ma Juromaru lo colpisce durante il fendente, fermandolo. Kageromaru scompare e Koga sta per scontrarsi con Juromaru, quando Inuyasha capisce che Kageromaru è tornato nello stomaco di Juromaru. Prova ad avvertire di questo Koga, che non capisce. Inuyasha quindi rilascia il Taglio del Vento su Juromaru proprio quando Kageromaru stava per uscire dalla bocca di Juromaru, uccidendoli entrambi. Koga riesce a togliersi di mezzo in tempo. Koga ed Inuyasha litigano e Kagome deve dirgli "seduto!" per permettere a Koga di scappare. Kagome ed Inuyasha litigano, con Inuyasha che mostra tutta la sua gelosia nei confronti di Kagome. Kikyo e Naraku si incontrano nuovamente come ormai fanno spesso. Kikyo rivela a Naraku che lui non può ucciderla a causa del desiderio di Onigumo per lei, che è ancora parte del mezzodemone. Kagome torna a casa. Naraku prova ad eliminare Kikyo mandandole contro un gigantesco demone in grado di catturare le anime per privarla della sua fonte di energia primaria: le anime delle donne morte. Kikyo prova a distruggere il demone con una freccia sacra, ma sbaglia. Anche le anime all'interno del suo corpo stanno venendo risucchiate dal demone. Quindi la sacerdotessa scappa alla cieca. Inuyasha, irritato, si dirige al Pozzo Mangia-Ossa chiedendosi quando tornerà Kagome. Quindi vede Kikyo inseguita dal gigantesco demone. Inuyasha distrugge il demone, liberando le anime che vengono riportate a Kikyo dai suoi stessi demoni, gli Shinidamachu. Kikyo viene portata da Inuyasha al Goshinboku. Kikyo spiega che Naraku l'ha ingannata affinché sigillasse Inuyasha all'albero; non per contaminare la Sfera dei Quattro Spiriti, ma perché era geloso, voleva Kikyo tutta per sé. Mentre Kikyo ed Inuyasha si abbracciano, Kagome torna ed assiste alla scena. Anche Naraku osserva, tramite lo specchio di Kanna. Dopo che Kikyo se ne va, Inuyasha si accorge di Kagome e capisce che ha visto tutto. Kikyo unisce alla terra del suo corpo anche quella proveniente dalla caverna di Onigumo per proteggersi ulteriormente da Naraku. Quindi gli fa visita. Trancia via con una freccia il braccio destro di Naraku. Quando uno dei suoi demoni la tocca, esso si dissolve. Lei lo avverte di lasciarla in pace o subirà lo stesso destino. Kagome da a Miroku e Sango le provviste che aveva promesso loro, poi torna nuovamente a casa. Quando le sue amiche le dicono nuovamente di scaricare Inuyasha, lei dice loro di averlo fatto. Dice di stare bene, ma non ne vuole parlare. Le sue amiche capiscono che sta molto male. Miroku dice ad Inuyasha di andare da Kagome a recuperare il frammento della sfera per poi lasciarla in pace. Nel frattempo, Kagome sta pensando su come ridare indietro il frammento, ma non riesce a farlo perché poi potrebbe non rivedere più Inuyasha. Ciò le rende finalmente chiaro quanto profondamente lei ami il mezzodemone. Il castello di Naraku si disintegra e la barriera posta in sua protezione svanisce. Inuyasha sta pensando di andare a trovare Kagome, quando la vede seduta sul bordo del Pozzo. Kagome confessa di avere bisogno di stare con Inuyasha, anche se lui non le è fedele. Il gruppo di Inuyasha va ad investigare tra le rovine del castello di Naraku. Avendo trovato i resti della famiglia di Sango, decidono che è reale e trasportano i resti degli sterminatori nel campo santo del loro Villaggio. Nel frattempo, Kohaku, avendo perso la sua memoria a causa di Naraku, viene trovato da una vecchia coppia e li aiuta con le loro faccende. Quando vede i saimyosho avvicinarsi, si ricorda di Naraku, avverte la vecchia coppia e scappa. I demoni di Naraku sono venuti a prendere il frammento di sfera di Kohaku, senza il quale il ragazzo morirà. Il gruppo di Inuyasha arriva prima di loro e lo aiuta. Sango dice a Kohaku che lui sarà sempre suo fratello e cura le sue ferite. Altri demoni arrivano insieme a Kagura e lei reclama il frammento di Kohaku. Ma Kagura pensa che tutto ciò sia solo l'ennesimo trucco di Naraku. |                                      |                                                |
| 19    | 27-28 | Inu Yasha 27 Inu Yasha 28 「犬夜叉 19」 | 18 gennaio 2001 ISBN 4-09-125589-2   | 3 aprile 2003 3 maggio 2003                    |
| 19    | 27-28 | Capitoli - 179. Il sospetto (疑い?) - 180. Il cuore scomparso (消された心?) - 181. La decisione di Sango (珊瑚の決意?) - 182. Il viso che non scompare (消えない顔?) - 183. Il segreto della trasformazione (変化の秘密?) - 184. Il bozzolo velenoso (毒の繭?) - 185. Calpestato (蹂躙?) - 186. Senz'anima! (失われた心?) - 187. L'odore del sangue (しみついた血?) - 188. Un freno per gli artigli (爪の封印?) |                                      |                                                |
| 19    | 27-28 | Trama Kagura conduce un'orda di demoni di Naraku contro il gruppo di Inuyasha, probabilmente per cercare di recuperare il frammento di sfera nella schiena di Kohaku. Sango va ad aiutare Inuyasha e Miroku a combatterli. Inuyasha lascia Kagome alle cure di Kohaku all'interno del rifugio. I demoni irrompono nel rifugio e Kohaku li combatte, poi lui e Kagome scappano nella foresta e si nascondono. Miroku si accorge che i demoni non stanno inseguendo Kohaku, ma che piuttosto stanno trattenendo lui, Inuyasha e Sango. Il trio conclude che Kohaku è ancora sotto l'influsso di Naraku ed il suo obiettivo è Kagome. Miroku apre il suo Foro del Vento per terminare il combattimento, a costo di essere avvelenato dai saimyosho. Kagura scappa via. Un simulacro di Naraku appare ad Inuyasha i suoi sospetti ordinando la morte di Kagome per mano di Kohaku. Il gruppo di Inuyasha segue Kohaku e Kagome. Nel frattempo, Kohaku ferisce Kagome con la sua falce, ma non la uccide. Vedendo avvicinarsi Sango, il ragazzo prende i frammenti della sfera e scappa. Sango rincorre Kohaku da solo, con l'intenzione di ucciderlo (per liberarlo dal controllo di Naraku) per poi suicidarsi. Inuyasha la segue e la ferma. Recupera quindi i frammenti della sfera, ma Kohaku scappa con l'aiuto di Kagura. Naraku è furioso con Kohaku per aver fallito l'omicidio di Kagome, così lo punisce facendogli brevemente tornare i suoi insopportabili ricordi. Inuyasha e Kagome chiacchierano e lei lo abbraccia. Sesshomaru visita un demone albero di Magnolia vecchio di duemila anni, Bokuseno. I foderi di Tessaiga e Tenseiga furono costruiti dal legno dei suoi rami. Bokuseno spiega a Sesshomaru della trasformazione demoniaca di Inuyasha e del ruolo di Tessaiga. Un villaggio viene attaccato da dei banditi capeggiati da Gatenmaru, un demone falena. Inuyasha e Miroku li affrontano. Inuyasha distrugge l'ascia da guerra di Gatenmaru con Tessaiga. Gatenmaru chiede che gli venga consegnata Tessaiga. Intrappola quindi Inuyasha e Miroku in un bozzolo velenoso. Miroku cerca di fermare il veleno, ma Inuyasha ne è già stato affetto ed inoltre è stato separato da Tessaiga. Gatenmaru prova a maneggiare Tessaiga, ma si ustiona come in passato aveva già fatto Sesshomaru. Gatenmaru divora una donna. Arrivano Sango e Kagome e Gatenmaru decide di cibarsene. Inuyasha si trasforma nella sua forma demoniaca e distrugge il bozzolo, quindi, in preda al furore, uccide alcuni banditi. Gatenmaru si trasforma nella sua vera forma. Inuyasha uccide lui ed i banditi rimasti, anche se alcuni di loro lo imploravano di risparmiargli la vita. Arriva Sesshomaru e decide di verificare se le informazioni dategli da Bokuseno erano vere, mettendo Inuyasha fuori combattimento e poi andandosene. Tessaiga viene restituita ad Inuyasha e lui torna alla sua forma normale. Il mezzodemone rimane sconvolto alla vista di ciò che ha fatto. Kagome lo consola. Inuyasha va da Totosai per sapere come maneggiare Tessaiga per evitare la sua trasformazione demoniaca (avendo paura di poter uccidere Kagome durante la trasformazione). Totosai gli suggerisce che uccidere l'ultimo nemico del padre di Inuyasha prima della sua morte, Ryukotsusei, gli conferirebbe abbastanza potere da brandire Tessaiga liberamente. Inuyasha va al luogo in cui è sigillato Ryukotsusei. Mentre arriva, vede Naraku liberare Ryukotsusei dal sigillo. Naraku dice a Ryukotsusei che Inuyasha è il figlio del suo vecchio nemico. |                                      |                                                |
| 20    | 28-30 | Inu Yasha 28 Inu Yasha 29 Inu Yasha 30 「犬夜叉 20」 | 17 marzo 2001 ISBN 4-09-125590-6     | 3 maggio 2003 3 giugno 2003 3 luglio 2003      |
| 20    | 28-30 | Capitoli - 189. Ryukotsusei (竜骨精?) - 190. Gli artigli e la spada (爪と刀?) - 191. La nuova Tessaiga (新生鉄砕牙?) - 192. L'onda esplosiva (爆流破?) - 193. La sacerdotessa nera Tsubaki (黒巫女 椿?) - 194. La fattura (呪詛?) - 195. Presa di mira (向けられた矢?) - 196. Il tempietto di Tsubaki (椿の祠?) - 197. Lo spirito servitore (式神?) - 198. Il contromaleficio (呪い返し?) |                                      |                                                |
| 20    | 28-30 | Trama Quando Inuyasha si rivela incapace di ferire Ryukotsusei, il demone dice che il suo corpo è più duro dell'acciaio e quindi invulnerabile. Totosai arriva insieme al gruppo di Inuyasha. Totosai dice che, ora che è libero dal sigillo, Ryukotsusei può essere distrutto solo con il Bakuryuha ("flusso tremendo", o "onda di riflusso"). Mentre il combattimento continua, Tessaiga cade di mano ad Inuyasha e avviene la trasformazione demoniaca. Inuyasha inizia a spingere indietro Ryukotsusei. Ma Totosai dice che sconfiggendolo in quella forma non servirà a rendere Tessaiga più leggera. Totosai vorrebbe scappare, ma Kagome insiste che tutti rimangano ad assistere Inuyasha. Inuyasha con grande sforzo afferra Tessaiga e torna alla sua forma normale. Tessaiga inizia ad essere meno pesante. InuYasha mira al cuore di Ryukotsusei, ma il corpo del demone sanguina a malapena e lui continua a combattere senza problemi. Inuyasha scopre che può eseguire il Taglio del Vento a piacimento ora. In ogni caso, anche il Taglio del Vento non ferisce Ryukotsusei. Totosai dice che Inuyasha ha raggiunto il suo obiettivo di rendere Tessaiga più leggera e dovrebbe scappare via. Inuyasha si rifiuta e dice che supererà suo padre uccidendo Ryukotsusei. Infuriandosi, Ryukotsusei richiama tutta la sua aura e rilascia un enorme colpo di energia. Inuyasha non può schivarlo, così cerca di rispedirlo al mittente con il Taglio del Vento. Totosai è stupefatto: è quello il Bakuryuha. Esso inverte il colpo di Ryukotsusei e lo taglia a pezzi con dei turbini. Totosai spiega ad Inuyasha che ha appena scoperto la nuova mossa di Tessaiga. Inuyasha dimostra che ora può eseguire il Taglio del Vento a piacimento, ma viene punito da Miroku con una bastonata. Kagura porta da Naraku una vecchia e oscura sacerdotessa, Tsubaki. Naraku offre la quasi completa sfera a Tsubaki in cambio dei suoi servigi. Lei si trasforma nella sua vera forma, una bellissima e giovane donna (anche se ha la stessa età di Kikyo) grazie ad un patto demoniaco. Nella Tokyo moderna, Kagome è depressa perché si accorge di aver dimenticato tutto ciò che sapeva sulla matematica. Spiega alle sue amiche di aver fatto pace con Inuyasha. Torna nel passato e viene morsa dallo shikigami di Tsubaki mentre emerge dal Pozzo Mangia-Ossa. Tsubaki usa il sangue di Kagome e la sfera per avvelenare Kagome; i frammenti di Kagome diventano neri ed entrano nel suo corpo, permettendo a Tsubaki di controllarla. Miroku e Sango cercano Tsubaki. Se la uccidono, Kagome sarà libera dal maleficio. Su richiesta di Naraku, Tsubaki ordina a Kagome di provare ad uccidere Inuyasha con le sue frecce. Kagome resiste sorprendendo Tsubaki. Naraku spiega che Kagome è la reincarnazione di Kikyo e non deve essere sottovalutata. Tsubaki non sembra impressionata. Kagome dice ad Inuyasha di scappare in modo che lei non possa ucciderlo. Ma Inuyasha rimane. Miroku e Sango non possono passare attraverso la barriera di Tsubaki, ma arriva Kikyo e la oltrepassa senza sforzo. Kikyo distrugge il feticcio di Naraku e sfida Tsubaki. Con Tsubaki distratta, Kagome si riprende parzialmente e si fa portare da Inuyasha dove si trova la sfera, ovvero con Tsubaki. Tsubaki capisce che Kikyo è una non-morta. Kikyo le dice che perderà contro Kagome. La freccia di Kagome rompe la barriera di Tsubaki. Kikyo minaccia di uccidere Tsubaki, se ferirà Inuyasha. Kikyo se ne va. Tsubaki minaccia di uccidere Kagome se Inuyasha sfodererà Tessaiga. Tsubaki rinforza il maleficio su Kagome. Tsubaki scatena il suo demone principale contro Inuyasha. Miroku prova ad esorcizzare lo shikigami di Tsubaki per rompere il maleficio, ma Tsubaki lo ferma. Kagome riesce faticosamente a scagliare una freccia verso Tsubaki mentre è distratta, ma la manca. Tsubaki rafforza nuovamente il maleficio. Inuyasha riesce ad uccidere il demone principale di Tsubaki con il Sankon-Tessou. Sembra che Inuyasha e Miroku riescano ad uccidere lo shikigami di Tsubaki, ma Kagome non si riprende. Mentre i rimanenti demoni di Tsubaki attaccano il gruppo di Inuyasha, lo shikigami (in realtà ancora vivo) attacca Kagome. Kagome riesce a respingerlo con il suo arco e a rispedirlo a Tsubaki proprio come aveva fatto Kikyo cinquant'anni prima. Anche la sfera viene purificata ed i frammenti fuoriescono dal corpo di Kagome. I resti dei demoni di Tsubaki la portano via, quindi muoiono. Tsubaki pensa di essere almeno riuscita a tenere la sfera quasi completa, ma un saimyosho glielo porta via. Kikyo osserva da lontano la sconfitta di Tsubaki. |                                      |                                                |

## Volumi 31-40
| Nº Ja | N° It | Titolo italiano Giapponese 「Kanji」 - Rōmaji | Data di prima pubblicazione          | Data di prima pubblicazione |
| Nº Ja | N° It | Titolo italiano Giapponese 「Kanji」 - Rōmaji | Giapponese                           | Italiano                    |
| 31    | 42    | Inu Yasha 42 「犬夜叉 31」 | 18 luglio 2003 ISBN 4-09-126661-4    | 3 gennaio 2005              |
| 31    | 42    | Capitoli - 299. I guardiani della porta (門の番人?) - 300. La porta si apre (開かれた門?) - 301. Dietro la porta (門のむこう?) - 302. La Principessa Abi (阿毘姫?) - 303. La lancia a tre punte (三叉戟?) - 304. La terra del santo (聖さまの里?) - 305. La freccia (残された矢?) - 306. La barriera del villaggio (里の結界?) - 307. Il monte proibito (禁域の山?) - 308. La cascata (滝壺?) |                                      |                             |
| 31    | 42    | Trama Il gruppo di Inuyasha seguono i saimyōshō fino al cancello al confine tra i due mondi nel regno del fuoco. Hakudōshi manda Kagura al loro inseguimento. Il gruppo arriva al cancello e lo trova custodito da due gigantesche statue, Gozu e Mezu. Quando Inuyasha manifesta loro la sua intenzione di penetrare nel confine, Gozu e Mezu provano ad ucciderlo perché i viventi non sono autorizzati ad oltrepassare il cancello. I due sono invulnerabili agli attacchi di Inuyasha e perfino al Foro del Vento di Miroku. Su suggerimento di Myoga, Inuyasha rompe la catena che tiene chiuso il cancello. Kagura ed i demoni di Naraku provano ad entrare nel cancello aperto prima di Inuyasha, ma i demoni vengono pietrificati all'istante dalla luce proveniente dall'altra parte. Kagura riesce a scappare. Kagome rileva la presenza del frammento della sfera dall'altra parte. Il cancello si chiude, fermando così Gozu e Mezu. Capendo che Hakudoshi si aspettava che lei morisse facendola confrontare con il cancello, Kagura lo taglia a metà. Ma Hakudoshi si rigenera e Naraku stringe il cuore di Kagura come punizione per la donna. Intanto il gruppo di Inuyasha decide di trovare una nuova strada per giungere al confine. Dei banditi vengono attaccati da dei demoni uccelli che succhiano loro il sangue. La Principessa Abi è alla guida dei demoni uccello. Sua madre ha ingerito del veleno e la Principessa Abi sta prendendo molto sangue umano per diluire quello della madre e curarla. Naraku le offre il suo aiuto, apparentemente disinteressato; forgia inoltre per lei un tridente fatto con le sue ossa. Il tridente genera una barriera protettiva intorno alla Principessa Abi. Il gruppo di Inuyasha passa in alcuni dei villaggi i cui abitanti sono stati privati del sangue dai demoni uccello. Quando trovano un villaggio intatto, esso viene attaccato mentre loro sono presenti. Inizia così una lotta contro i demoni uccello. I demoni uccelli iniziano a dare fuoco alle abitazioni del villaggio per attirare la gente allo scoperto ed impadronirsi del loro sangue. Miroku usa il suo Foro del Vento per risucchiare alcuni demoni uccello, ma i saimyosho vengono allo scoperto, costringendolo a fermarsi. La Principessa Abi attacca il gruppo di Inuyasha. Il mezzodemone contrattacca con il Taglio del Vento, ma il tridente salva la Principessa Abi. Poi la donna scappa. Kagura sta cercando Sesshomaru, quindi la donna avvicina Rin e Jaken. Jaken dice che se Sesshomaru fosse presente, la ucciderebbe. La donna è d'accordo e se ne va. Decide quindi di trovare ed uccidere il bambino per arrivare ad uccidere Naraku. Una nobildonna partorisce, ma il bambino risulta morto. Kohaku e Kanna arrivano con il bambino di Naraku. Kanna uccide quindi i servi della donna; le dà quindi il bambino, dicendole che quello è il suo nuovo figlio. La donna lo accetta perché vuole credere che suo figlio sia ancora vivo. Il gruppo di Inuyasha è in cerca del nido dei demoni uccelli, ma esso è nascosto da una barriera spirituale fatta da Naraku. Il gruppo incontra dei sopravvissuti ad uno dei massacri dei demoni uccello che si sta dirigendo al villaggio di un sacro monaco di nome Hijiri che è in grado di proteggerli dai demoni uccello. L'intero corpo del monaco è coperto e lui comunica tramite le sue assistenti, Kochō e Asuka. Il gruppo di Inuyasha si aspetta che i demoni uccello attacchino la folla di persone che si dirige al villaggio del monaco. Decidono così di accompagnare i sopravvissuti. Vengono infatti attaccati dai demoni uccello, supportati da Kagura e Hakudoshi a cavallo di Entei. Il gruppo capisce che tutto ciò è un diversivo e decidono di cambiare tattica; la Principessa Abi ed un grande numero di demoni uccello, intanto, sta attaccando il villaggio del sacro monaco. Inuyasha usa il Taglio del Vento su Hakudoshi, ma la barriera del ragazzo lo riflette. Il monaco fa la sua comparsa e scaglia una freccia sacra sulla barriera di Hakudoshi. Inuyasha usa di nuovo il Taglio del Vento, uccidendo Entei e ferendo Hakudoshi. Kagura scappa con Hakudoshi. Il monaco scompare. Il gruppo di Inuyasha sospetta che il sacro monaco sia Kikyo, anche se il monaco non ha il suo stesso odore. Il gruppo di Naraku giunge alle stesse conclusioni. Al villaggio, la Principessa Abi e i demoni uccello vengono tenuti a bada da uno scudo spirituale. Asuka dice agli abitanti del villaggio di rimanere all'interno dello scudo qualsiasi cosa accada. I demoni uccello coprono parte dello scudo con del fuoco. Alcuni abitanti del villaggio, spaventati dal fuoco, corrono fuori dall'altra parte, venendo attaccati istantaneamente dai demoni uccello. Il monaco arriva ed uccide tutti i demoni uccello con una freccia sacra. La Principessa Abi scappa. Il monaco insegue la Principessa Abi. Il gruppo di Inuyasha arriva al villaggio. Dopo aver sentito gli ultimi accadimenti, decidono di andare all'inseguimento dei due, immaginando che Naraku proverà ad eliminare il monaco. Al villaggio di Kaede, Kocho e Asuka recuperano della terra dalla tomba di Kikyo. Le due volano fino alla montagna proibita e gettano la terra in un laghetto ai piedi di una cascata. Il gruppo di Inuyasha giunge quindi alla montagna proibita. Si fanno vedere anche i demoni di Naraku. Alcuni di loro vengono distrutti da una freccia sacra scagliata dal monaco, altri lottano con il gruppo di Inuyasha, che si separa. Inuyasha distrugge alcuni demoni e poi si incontra con il monaco. Kocho e Asuka gli dicono che il monaco sta morendo per il miasma di Naraku e non può parlare. Il monaco viene tagliato a metà da Kagura. Il monaco si rivela essere in realtà lo spirito di Kikyo, ma esso svanisce nell'aria. Kagura spiega che le frecce sacre erano cosparse della terra proveniente dalla caverna di Onigumo per renderle tossiche a Naraku ed alle sue emanazioni. Nel frattempo, Kagome segue alcuni Shinidamachu fino alla cascata. Vede quindi il corpo di Kikyo nel laghetto. Kocho e Asuka chiedono a Kagome se lei salverà Kikyo, visto che è l'unica ad esserne in grado. |                                      |                             |
| 32    | 43    | Inu Yasha 43 「犬夜叉 32」 | 18 settembre 2003 ISBN 4-09-126662-2 | 2 marzo 2005                |
| 32    | 43    | Capitoli - 309. La scelta (選択?) - 310. La rabbia (苛立つ心?) - 311. Il castello (城?) - 312. L'ordine (命令?) - 313. Il ricordo della colpa (罪の記憶?) - 314. L'incantesimo spezzato (解けた呪縛?) - 315. L'odore del nido degli uccelli (鳥の巣の臭い?) - 316. Il dono della freccia (託された矢?) - 317. Tekkei (鉄鶏?) - 318. Il fiume di sangue (血の河?) |                                      |                             |
| 32    | 43    | Trama Kagome purifica il miasma che stava distruggendo Kikyo, permettendo a Kikyo di guarire. Kikyo se ne va senza ringraziare Kagome. Inuyasha trova Kagome che lo rimprovera per la sua stessa rabbia. La Principessa Abi e sua madre decidono di distruggere il castello dove Naraku aveva nascosto il suo cuore, ovvero il bambino. Kohaku difende il castello ed il bambino. Il gruppo di Inuyasha arriva ed aiuta nella difesa del castello. La Principessa Abi ed i suoi demoni uccello scappano con il sangue della maggior parte degli abitanti del castello. Sotto l'influenza di Naraku, Kohaku uccide le persone che hanno avuto a che fare con il bambino, mentre Kanna lo porta via. Sango si confronta con Kohaku, ricordandogli il suo passato. Mentre Kagura porta via Kohaku, il ragazzo ricorda ogni cosa e segretamente decide di uccidere Naraku. Sango non riesce ad inseguire Kohaku. Kagura capisce che il bambino è il cuore di Naraku. Grazie alla grande quantità di sangue consumata, la madre della Principessa Abi si riprende dalla sua malattia. Naraku rimuove la barriera che circondava il nido dei demoni uccello. Tramite Inuyasha, Kikyo da a Kagome una freccia speciale con cui potrà uccidere Naraku. Mentre Inuyasha arriva al nido, Naraku uccide la Principessa Abi e decapita sua madre. Il fiume di sangue risultante porta Naraku ed il gruppo di Inuyasha al confine tra il mondo dei viventi e l'aldilà. Kagome percepisce l'ultimo frammento della Sfera dei Quattro Spiriti nei resti del padre di Inuyasha. Il gruppo viene attaccato da un gran numero di frammenti di diamanti. Sesshomaru arriva troppo tardi per usare il fiume di sangue, ma Kagura lo mette sulla direzione giusta portandolo al cancello nel regno del fuoco. |                                      |                             |
| 33    | 44    | Inu Yasha 44 「犬夜叉 33」 | 5 dicembre 2003 ISBN 4-09-126663-0   | 4 maggio 2005               |
| 33    | 44    | Capitoli - 319. La volontà della scheggia (かけらの意思?) - 320. La freccia manca il bersaglio (届かぬ矢?) - 321. La contaminazione aumenta (広がる汚れ?) - 322. La barriera indistruttibile (破れぬ結界?) - 323. L'ultima scheggia (最後のかけら?) - 324. La prova (試される資格?) - 325. Il colpo dell'onda del diamante (金剛槍破?) - 326. Il ritorno (帰還?) - 327. Zushi-Nezumi (厨子鼠?) - 328. L'incantesimo attira spettri (魔寄せ?) |                                      |                             |
| 33    | 44    | Trama Myoga presenta il fu Hosenki, fonte dei frammenti di diamante, ad Inuyasha. Inuyasha chiede che Hosenki gli consegni l'ultimo frammento della Sfera dei Quattro Spiriti, ma Hosenki rifiuta. Inuyasha e Hosenki lottano così per il frammento. Sesshomaru arriva al cancello nel regno del fuoco e lotta con Gozu e Mezu. Tokijin non può fermarli, ma Tenseiga li costringe ad arrendersi, in quanto arma non terrena, e ad aprire il cancello. Sesshomaru lo attraversa per raggiungere il confine tra i due mondi. Naraku fa la sua comparsa e prende l'ultimo frammento a Hosenki. Sesshomaru però arriva e combatte Naraku. Quando Inuyasha difende i suoi compagni a rischio della sua stessa vita, Hosenki decide di aiutarlo dando alla Tessaiga di Inuyasha il potere di creare frammenti di diamante. Inuyasha ottiene così un nuovo potere: il Kongosoha. Inuyasha usa quindi una raffica di diamanti per distruggere la barriera di Naraku. Sesshomaru prova a finire Naraku. Kagome scaglia quindi la freccia speciale al mezzodemone mentre lui sta scomparendo. Sesshomaru ed il gruppo di Inuyasha tornano al mondo dei vivi tramite il cancello. Naraku si rigenera, una volta tornato nel mondo dei viventi. La freccia l'ha mancato per un soffio e ha colpito Hakudoshi. Hakudoshi si riprende perché il bambino contiene anche il suo cuore. Naraku ordina a Hakudoshi e Kohaku di costringere Kikyo ad uscire allo scoperto, in modo da poterla distruggere. Hakudoshi e Kohaku uccidono un gigantesco demone ratto e prendono il suo zaino. Quindi lo aprono, generando un immenso fiume di demoni ratto che divorano tutti gli esseri viventi che trovano sul loro cammino. Kikyo crea un demone esca sotto forma di un gigantesco albero di Mayose per attirare i demoni ratto e purificarli. Quindi va via prima che Hakudoshi possa ucciderla. Inuyasha e Kagome trovano l'albero. Miroku e Sango trovano Kohaku con lo zaino. |                                      |                             |
| 34    | 45    | Inu Yasha 45 「犬夜叉 34」 | 18 febbraio 2004 ISBN 4-09-126664-9  | 4 luglio 2005               |
| 34    | 45    | Capitoli - 329. Attacco all'albero sacro (蝕まれた霊木?) - 330. Il branco impazzito (暴走する群れ?) - 331. Cuore umano (人の心?) - 332. Un po' di felicità (小さな幸せ?) - 333. Yadori Sanagi (宿り蛹?) - 334. L'ospite (宿主?) - 335. La montagna scomparsa (消えた山?) - 336. Gakusanjin (岳山人?) - 337. La pietra antiaura (不妖璧?) - 338. Haku (魄?) |                                      |                             |
| 35    | 46    | Inu Yasha 46 「犬夜叉 35」 | 18 maggio 2004 ISBN 4-09-126665-7    | 2 settembre 2005            |
| 35    | 46    | Capitoli - 339. Prodotto imperfetto (試作?) - 340. Moryomaru (魍魎丸?) - 341. I frammenti (残骸?) - 342. Ciò che è stato rubato (奪われた物?) - 343. La promessa sposa (許嫁?) - 344. Gli errori del passato (昔のあやまち?) - 345. Il filo dei ricordi (記憶の糸?) - 346. Gli eremiti (行者?) - 347. Goryomaru (御霊丸?) - 348. Lo strano braccio (異形の腕?) |                                      |                             |
| 36    | 47    | Inu Yasha 47 「犬夜叉 36」 | 16 luglio 2004 ISBN 4-09-126666-5    | 3 novembre 2005             |
| 36    | 47    | Capitoli - 349. L'attacco dell'esercito dei cadaveri (屍の群れ?) - 350. La vita di Kagura (神楽の命?) - 351. Le statue di Rakan (羅漢像?) - 352. La morte di Goryomaru (御霊丸の死?) - 353. L'orco di roccia (鬼の岩?) - 354. Il muro invincibile (破れない壁?) - 355. Usando la sfera degli Shikon (かけらを使う?) - 356. Una presenza malvagia (邪な気配?) - 357. Il venditore di medicine (薬売り?) - 358. La malia (幻術?) |                                      |                             |
| 37    | 48    | Inu Yasha 48 「犬夜叉 37」 | 17 settembre 2004 ISBN 4-09-126667-3 | 3 gennaio 2006              |
| 37    | 48    | Capitoli - 359. Hitokon (飛頭根?, Hitōkon) - 360. Il ricordo del padre (父の記憶?, Chichi no kioku) - 361. I sentimenti nascosti (隠した想い?, Kakushita Omoi) - 362. L'evasione (脱牢?, Datsurō) - 363. L'identità di Goryomaru (御霊丸の正体?, Goryōmaru no Shōtai) - 364. La trasformazione (変貌?, Henbō) - 365. L'aura spiritica scomparsa (消えた妖気?, Kieta Yōki) - 366. Il vaso (器?, Utsuwa) - 367. Dove si trova il neonato? (赤子の居場所?, Akago no Ibasho) - 368. La decisione di Kagura (神楽の決意?, Kagura no Ketsui ) |                                      |                             |
| 38    | 49    | Inu Yasha 49 「犬夜叉 38」 | 10 dicembre 2005 ISBN 4-09-126668-1  | 2 marzo 2006                |
| 38    | 49    | Capitoli - 369. Le vere intenzioni di Hakudoshi (白童子の真意?) - 370. La fine di Hakudoshi (白童子の最期?) - 371. Il cuore di Kagura (神楽の心臓?) - 372. Sofferenza senza fine (終わらない苦しみ?) - 373. Fratelli (姉弟?) - 374. Il vento (風?) - 375. Il buco nel petto (胸の穴?) - 376. La stessa anima (同じ魂?) - 377. La missione (使命?) - 378. La tana degli spettri serpente (大蛇の巣?) |                                      |                             |
| 38    | 49    | Trama Inuyasha aiuta Kagura anche se lei non vorrebbe. Lo scontro con Hakudoshi, il cui obiettivo è quello di spodestare Naraku, viene ucciso da Miroku attraverso il foro del vento. La donna, prima di abbandobnare il gruppo, spiega che il bimbo di Naraku si trova nel corpo di Moryomaru. Appena allontanatasi incontra Naraku in persona. Sango cercando il fratello incontra Moryomaru, e viene aiutata da Kohaku. |                                      |                             |
| 39    | 50    | Inu Yasha 50 「犬夜叉 39」 | 18 febbraio 2005 ISBN 4-09-126669-X  | 2 maggio 2006               |
| 39    | 50    | Capitoli - 379. L'anomalia delle schegge (かけらの異変?, Kakera no Ihen) - 380. Il cimitero dei Lupi (狼の墓場?, Ookami no Hakaba) - 381. Il difensore del tesoro (宝の守り役?, Takara no Mamoriyaku) - 382. La Goraishi (五雷指?, Goraishi) - 383. Mujina (ムジナ?, Mujina) - 384. La causa (大義?, Taigi) - 385. Il recupero (奪鬼?, Datsuki) - 386. Toshu (刀秋?, Tōshu) - 387. Lo scudo di Ryujin (竜人の盾?, Ryūjin no Tate) - 388. Il padre della Dakki (奪鬼の使い手?, Datsuki no Tukaite) |                                      |                             |
| 39    | 50    | Trama Si vede lo scontro fra un braccio di Moryomaru e Koga che durante la sfida improvvisamente non riesce a muoversi. Viene salvato da Inuyasha. Continuano le avventure di Koga che affronta dei demoni all'interno della grotta, uno di essi ha la capacità di rigenerarsi, lo scontro termina con la sua fuga per salvare due suoi compagni che si erano preoccupati per lui. Il demone deride questa sua scelta e cercando di combattere osserva che l'avversario aveva già recuperato il Goraishi. Il volume prosegue con il rapimento di Shippo da parte di una bambina demone, finirà con l'aiutarla e Inuyasha conoscerà la falsa Dakki, cercnado poi quella vera forgiata da Toshu, un fabbro umano, utilizzando la forte corazza di un Ryujin, un demone drago dalle fattezze umane, che ora la rivuole indietro. L'essere verrà sconfitto dal mezzo demone. |                                      |                             |
| 40    | 51    | Inu Yasha 51 「犬夜叉 40」 | 18 maggio 2005 ISBN 4-09-126670-3    | 3 luglio 2006               |
| 40    | 51    | Capitoli - 389. L'incrinatura (亀裂?, Kiretsu) - 390. Pronti a tutto (覚悟?, Kakugo) - 391. Simbiosi (一心同体?, Isshindōtai) - 392. Serenamente a tavola (平和な食卓?, Heiwana Shokutaku) - 393. Il tempio delle monache (尼寺?, Amadera) - 394. Lo spettro gatto (化け猫?, Bake Neko) - 395. La Tessaiga dalle scaglie di drago (竜鱗の鉄砕牙?, Ryūrin no Tessaiga) - 396. Mizuchi (毒蛟?, Doku Mizuchi) - 397. Byakuya, il miraggio (夢幻の白夜?, Mugen no Byakuya) - 398. Ferito dalla Tessaiga (鉄砕牙の暴発?, Tessaiga no Bōhatsu) |                                      |                             |
| 40    | 51    | Trama Si narra dello scontro fra Inuyasha e Toshu colui che possiede la spada Dakki, lo scontro termina con la morte di Dakki. Kagome subito dopo torna nella sua epoca, alle prese con impegni scolastici. Tornata prima affrontano una congrega di monache ed in seguito il demone serpente Dokumizuchi, lo scontro è osservato da Byakuya la nuova essenza di Naraku. Lo scontro vede vincitore Inuyasha che ha dei dubbi sulla spada. |                                      |                             |

## Volumi 41-50
| Nº Ja | N° It | Titolo italiano Giapponese 「Kanji」 - Rōmaji | Data di prima pubblicazione         | Data di prima pubblicazione |
| Nº Ja | N° It | Titolo italiano Giapponese 「Kanji」 - Rōmaji | Giapponese                          | Italiano                    |
| 41    | 52    | Inu Yasha 52 「犬夜叉 41」 | 8 agosto 2005 ISBN 4-09-127321-1    | 4 settembre 2006            |
| 41    | 52    | Capitoli - 399. La spada più forte (最強の刀?, Saikyō no Katana) - 400. Meioju (冥王獣?, Meiōjū) - 401. La corazza (鎧甲?, Gaikō) - 402. L'intento di Moryomaru (魍魎丸の狙い?, Mōryōmaru no Nerai) - 403. L'onda esplosiva di diamante rubata (奪われた金剛槍破?, Ubawareta Kongōsōha) - 404. La trasformazione di Moryomaru (魍魎丸の変化?, Mōryōmaru no Henge) - 405. Rivalità (拮抗?, Kikkō) - 406. Rabbia (怒り?, Ikari) - 407. Sesshomaru in pericolo (殺生丸の危機?, Sesshōmaru no Kiki) - 408. La fuga (逃走?, Tōsō)                                                            |                                     |                             |
| 42    | 53    | Inu Yasha 53 「犬夜叉 42」 | 18 ottobre 2005 ISBN 4-09-127322-X  | 2 novembre 2006             |
| 42    | 53    | Capitoli - 409. Il bivio (分岐?, Bunki) - 410. Meidozangetsuha (冥道斬月破?, Meidō Zangetsuha) - 411. Un ragazzo gentile (やさしい彼?, Yasashii Hito) - 412. Nikosen (二枯仙?, Nikosen) - 413. La seconda testa (二つ目の首?, Futatsume no Kubi) - 414. Il Seimeikan (精命幹?, Seimeikan) - 415. L'aura santa (仙気?, Senki) - 416. Kinka e Ginka (金禍銀禍?, Kinka Ginka) - 417. Il forte legame (強い絆?, Tsuyoi Kizuna) - 418. L'effetto del sangue (血の効きめ?, Chi no Kikime) |                                     |                             |
| 43    | 54    | Inu Yasha 54 「犬夜叉 43」 | 15 dicembre 2005 ISBN 4-09-127323-8 | 2 gennaio 2007              |
| 43    | 54    | Capitoli - 419. I due fratelli in trappola (罠におちた兄弟?, Wana ni Ochita Kyōdai) - 420. La morte di Ginka (銀禍の死?, Ginka no Shi) - 421. La fusione (同化?, Dōka) - 422. Le fiamme della Tessaiga (鉄砕牙の炎?, Tessaiga no Honō) - 423. Numawatari (沼渡?, Numawatari) - 424. L'acqua che si trasforma (変化する水?, Henge suru Mizu) - 425. La crescita della spada (刀の成長?, Katana no Seichō) - 426. Yoreitaisei (妖霊大聖?, Yōreitaisei) - 427. La catena del sigillo (封印の鎖?, Fūin no Kusari) - 428. Yoketsu (妖穴?, Yōketsu)                                           |                                     |                             |
| 44    | 55    | Inu Yasha 55 「犬夜叉 44」 | 17 febbraio 2006 ISBN 4-09-120088-5 | 1º marzo 2007               |
| 44    | 55    | Capitoli - 429. Il vero nemico (本当の敵?, Hontō no Teki) - 430. L'odore del foro spiritico (妖穴の臭い?, Yōketsu no Nioi) - 431. La lezione (修行?, Shugyō) - 432. Kai (灰?, Kai) - 433. Il tramonto (日没?, Nichibotsu) - 434. La forza di Goraishi (五雷指の威力?, Goraishi no Iryoku) - 435. La volontà di Midoriko (翠子の意思?, Midoriko no Ishi) - 436. La distruzione (破壊?, Hakai) - 437. Il foro invisibile (見えない妖穴?, Mienai Yōketsu) - 438. La decisione di Koga (鋼牙の決意?, Kōga no Ketsui)                                                                        |                                     |                             |
| 45    | 56    | Inu Yasha 56 「犬夜叉 45」 | 18 maggio 2006 ISBN 4-09-120350-7   | 2 maggio 2007               |
| 45    | 56    | Capitoli - 439. Yomeiju (溶命樹?, Yōmeiju) - 440. Il potere di Yomeiju (溶命樹の力?, Yōmeiju no Chikara) - 441. Il confronto (対峙?, Taiji) - 442. La fusione (吸収?, Kyūshū) - 443. La distruzione di Naraku (奈落消滅?, Naraku Shōmetsu) - 444. Una dura battaglia (苦戦?, Kusen) - 445. Errore di calcolo (赤子の誤算?, Akago no Gosan) - 446. L'invasione (侵蝕?, Shinshoku) - 447. La protezione (加護?, Kago) - 448. Le ferite dell'aura velenosa (瘴気の傷?, Shōki no Kizu) |                                     |                             |
| 46    | 57    | Inu Yasha 57 「犬夜叉 46」 | 18 luglio 2006 ISBN 4-09-120558-5   | 2 luglio 2007               |
| 46    | 57    | Capitoli - 449. Il porcospino (山嵐?, Yamaarashi) - 450. Il branco (群れ?, Mure) - 451. La valle dell'aura velenosa (瘴気の谷?, Shōki no Tani) - 452. Il filo del ragno (蜘蛛の糸?, Kumo no Ito) - 453. Il filo che imprigiona (絡みつく糸?, Karamitsuku Ito) - 454. Al di là del filo (糸のむこう?, Ito no Mukō) - 455. La corda spezzata (切れた弦?, Kireta Tsuru) - 456. Il monte Azuki (梓山?, Azusa-yama) - 457. Lo spirito del monte Azuki (梓山の精霊?, Azusa-yama no Seirei) - 458. Il miraggio di Kikyo (桔梗の幻?, Kikyō no Maboroshi)                                        |                                     |                             |
| 47    | 58    | Inu Yasha 58 「犬夜叉 47」 | 17 novembre 2006 ISBN 4-09-120680-8 | 3 settembre 2007            |
| 47    | 58    | Capitoli - 459. Gli amici nella tela (絡め捕られた仲間?, Karametorareta Nakama) - 460. Flusso di sentimenti (流れ込む心?, Nagarekomu Kokoro) - 461. Il corpo spaccato (開かれた体?, Hirakareta Karada) - 462. La traccia della sfera (玉の行方?, Tama no Yukue) - 463. La freccia purificatrice (浄化の矢?, Jōka no Ya) - 464. Il crepuscolo (落日?, Rakujitsu) - 465. Luce (光?, Hikari) - 466. I sentimenti d'addio (別れの想い?, Wakare no Omoi) - 467. La strada dell'aldilà (冥道?, Meidō) - 468. Le tenebre dell'aldilà (冥界の闇?, Meikai no Yami)                               |                                     |                             |
| 48    | 59    | Inu Yasha 59 「犬夜叉 48」 | 13 gennaio 2007 ISBN 4-09-120810-X  | 2 novembre 2007             |
| 48    | 59    | Capitoli - 469. Il signore dell'oltretomba (冥界の主?, Meikai no Nushi) - 470. Il ritorno (帰還?, Kikan) - 471. Un cuore che prova pietà (慈悲の心?, Jihi no Kokoro) - 472. Kaou (花皇?, Kaō) - 473. Lacrime di sangue (血の涙?, Chi no Namida) - 474. Il cuore ferito (傷付いた心?, Kizutsuita Kokoro) - 475. Lo specchio (鏡?, Kagami) - 476. Contro la Tessaiga (敵は鉄砕牙?, Teki wa Tessaiga) - 477. Il potere spettrale di Inu Yasha (犬夜叉の妖力?, Inuyasha no Yōryoku) - 478. L'ombra dello specchio (鏡の影?, Kagami no Kage)                                                 |                                     |                             |
| 49    | 60    | Inu Yasha 60 「犬夜叉 49」 | 18 aprile 2007 ISBN 4-09-121027-9   | 3 gennaio 2008              |
| 49    | 60    | Capitoli - 479. Vanità (無?, Mu) - 480. Le ultime parole (最後の言葉?, Saigo no Kotoba) - 481. Ossa (骨?, Hone) - 482. Obiettivo Hiraikotsu (狙われた飛来骨?, Nerawareta Hiraikotsu) - 483. La gabbia di ossa (骨の檻?, Hone no Ori) - 484. Veleno spettrale (溶毒?, Yōdoku) - 485. Yakuro Dokusen (薬老毒仙?, Yakurō Dokusen) - 486. Dentro il vaso (甕の中?, Kame no Naka) - 487. Come vivere (生き方?, Ikikata) - 488. La risposta (答え?, Kotae) |                                     |                             |
| 50    | 61    | Inu Yasha 61 「犬夜叉 50」 | 18 luglio 2007 ISBN 4-09-121156-9   | 3 marzo 2008                |
| 50    | 61    | Capitoli - 489. Il cerchio perfetto (完全な冥道?, Kanzenna Meidou) - 490. Il segreto della Tenseiga (天生牙の秘密?, Tenseiga no Himitsu) - 491. Tessaiga e Tenseiga (鉄砕牙と天生牙?, Tessaiga to Tenseiga) - 492. La vera intenzione (父の真意?, Chichi no Shin'i) - 493. Il richiamo (共鳴?, Kyoumei) - 494. I due mondi (ふたつの世界?, Futatsu no Sekai) - 495. Dopo di che... (その先の考え?, Sono Saki no Kangae) - 496. La mossa di Kikyo (仕掛け?, Shikake) - 497. Il collo di Kohaku (琥珀の首?, Kohaku no Kubi) - 498. Il nuovo Hiraikotsu (新生 飛来骨?, Shinsei Hiraikotsu) |                                     |                             |

## Volumi 51-56
| Nº Ja | N° It | Titolo italiano Giapponese 「Kanji」 - Rōmaji | Data di prima pubblicazione             | Data di prima pubblicazione |
| Nº Ja | N° It | Titolo italiano Giapponese 「Kanji」 - Rōmaji | Giapponese                              | Italiano                    |
| 51    | 62    | Inu Yasha 62 「犬夜叉 51」 | 18 ottobre 2007 ISBN 4-09-121198-4      | 2 maggio 2008               |
| 51    | 62    | Capitoli - 499. Un frammento di spettro (妖の破片?, Ayakashi no Kakera) - 500. L'erede (継承者?, Keishōsha) - 501. Il flusso di ritorno (還流?, Kanryū) - 502. La prova (証?, Akashi) - 503. La lama nera (黒い刃?, Kuroi Yaiba) - 504. La luce dell'aldilà (冥道の光?, Meidou no Hikari) - 505. L'ostello delle Volpi (狐の宿?, Kitsune no Yado) - 506. Numero d'iscrizione, settantasette (受験番号七七?, Jukenbangō Nana Nana) - 507. Hitomiko (瞳子?, Hitomiko) - 508. La barriera della sacerdotessa (巫女の結界?, Miko no Kekkai)                                                                                       |                                         |                             |
| 52    | 63    | Inu Yasha 63 「犬夜叉 52」 | 18 gennaio 2008 ISBN 4-09-121267-0      | 2 luglio 2008               |
| 52    | 63    | Capitoli - 509. Il potere dell'arco (弓の霊力?, Yumi no Reiryoku) - 510. L'inferno (地獄?, Jigoku) - 511. Il potere spirituale di Kagome (かごめの霊力?, Kagome no Reiryoku) - 512. Il desiderio corretto (正しい願い?, Tadashii Negai) - 513. Il volere malvagio della sfera (玉の邪念?, Tama no Janen) - 514. La crisi (危機?, Kiki) - 515. Il corpo preso in prestito (借り物の体?, Karimono no Karada) - 516. Magatsuhi (曲霊?, Magatsuhi) - 517. Il corpo di Magatsuhi (曲霊の本体?, Magatsuhi no Hontai) - 518. La Bakusaiga (爆砕牙?, Bakusaiga)                                                                       |                                         |                             |
| 53    | 64    | Inu Yasha 64 「犬夜叉 53」 | 18 aprile 2008 ISBN 4-09-121339-1       | 3 settembre 2008            |
| 53    | 64    | Capitoli - 519. L'ombra di Magatsuhi (曲霊の影?, Magatsuhi no Kage) - 520. Una faccenda di vitale importanza (人生の一大事?, Jinsei no Ichidaiji) - 521. Ombra (影?, Kage) - 522. Invasato (憑依?, Hyoui) - 523. La preghiera di Sango (珊瑚の願い?, Sango no Negai) - 524. Il risveglio (目覚め?, Mezame) - 525. Libertà (解放?, Kaihō) - 526. Il potere non torna (戻らない霊力?, Modoranai Reiryoku) - 527. La vita che non c'era (なかった命?, Nakatta Inochi) - 528. Da ora in poi (これから?, Kore Kara) |                                         |                             |
| 54    | 65    | Inu Yasha 65 「犬夜叉 54」 | 11 luglio 2008 ISBN 4-09-121428-2       | 8 febbraio 2009             |
| 54    | 65    | Capitoli - 529. Il completamento della Sfera (玉の完成?, Tama no Kansei) - 530. Diploma (卒業?, Sotsugyou) - 531. Cappa malefica (邪気の雲海?, Jaki no Unkai) - 532. Dentro il corpo di Naraku (奈落の体内?, Naraku no Tainai) - 533. La presenza della Sfera (玉の気配?, Tama no Kehai) - 534. La freccia avvelenata (瘴気の矢?, Shouki no Ya) - 535. Le tenebre di Naraku (奈落の闇?, Naraku no Yami) - 536. Il foro del vento al limite (風穴の限界?, Kazaana no Genkai) - 537. L'ultima scintilla di ragione (最後の理性?, Saigo no Risei) - 538. L'odore del sangue di Kagome (かごめの血の匂い?, Kagome no Chi no Nioi) |                                         |                             |
| 55    | 66    | Inu Yasha 66 「犬夜叉 55」 | 17 ottobre 2008 ISBN 978-4-09-121480-5  | 15 marzo 2009               |
| 55    | 66    | Capitoli - 539. Prigioniero (捕らえる?, Toraeru) - 540. Il ritorno alla luce (よみがえった光?, Yomigaetta Hikari) - 541. La trappola della luce (光の罠?, Hikari no Wana) - 542. L'assorbimento della luce (飲みこまれる光?, Nomikomareru Hikari) - 543. La freccia che scompare (消える矢?, Kieru Ya) - 544. Il centro (中心?, Chuushin) - 545. Disperazione (絶望?, Zetsubou) - 546. Il desiderio di Naraku (奈落の望み?, Naraku no Nozomi) - 547. Il taglio della via per l'aldilà (斬る冥道?, Kiru Mei Dou) - 548. La spada di Byakuya (白夜の刃?, Byakuya no Yaiba)                                                      |                                         |                             |
| 56    | 67    | Inu Yasha 67 「犬夜叉 56」 | 18 febbraio 2009 ISBN 978-4-09-121580-2 | 17 maggio 2009              |
| 56    | 67    | Capitoli - 549. Adunata (終結?, Shuuketsu) - 550. Disintegrazione (崩壊?, Houkai) - 551. La caduta (落下?, Rakka) - 552. La morte di Naraku (奈落の死?, Naraku no Shi) - 553. L'anomalia del pozzo (井戸の異変?, Ido no Ihen) - 554. Vita scolastica (高校生活?, Koukou Seikatsu) - 555. Oscurità (闇?, Yami) - 556. Destino (運命?, Unmei) - 557. Ti voglio incontrare (会いたい?, Aitai) - 558. Ultimo Capitolo - Domani (明日?, Ashita) |                                         |                             |